# Museu Arqueológico Nacional de Nápoles
O Museu Arqueológico Nacional é um museu de Nápoles que abriga uma extensa coleção de arte da Antiguidade. É o sucessor do antigo Museu Real Bourbon, um dos mais antigos e importantes da Europa.

## História
Está instalado em um edifício histórico, inaugurado em 1615 como o Palácio dos Estudos Reais, sede da Universidade de Nápoles. Com a mudança da Universidade em 1777 o rei Fernando IV encarregou o arquiteto Ferdinando Fuga para adaptar o edifício para abrigar o Museu Bourbon e a Real Biblioteca, incluindo a construção de um piso adicional nas alas laterais.
No final do século a coleção foi grandemente ampliada com a transferência da Coleção Farnese do Museu de Capodimonte e de várias residências reais, seguida dos achados arqueológicos de Pompeia, Herculano e Estábia. Durante o século XIX o museu continuou recebendo material novo, tanto de colecionadores privados como de escavações no sul da Itália. Com a Unificação Italiana a instituição passou ao controle estatal e foi renomeada como Museu Nacional. Em 1925, a biblioteca foi transferida para outro local, e em 1957 foi a vez das pinturas, que se tornaram o núcleo do Museu Nacional de Capodimonte, restando em sua coleção somente a seção arqueológica.

## Seções

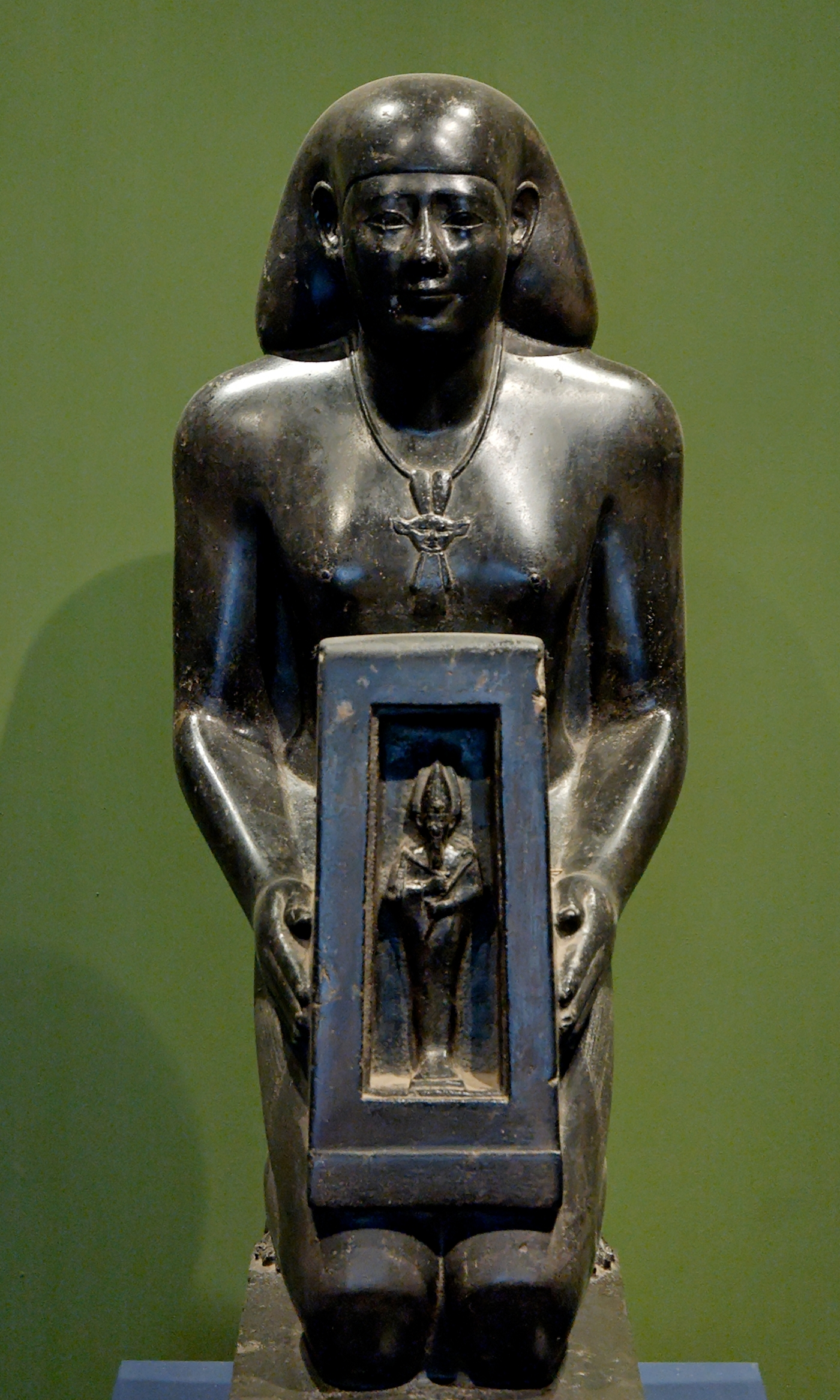
Uah-Ib-Ra Mery-Neith, Egito, 19ª-20ª Dinastias

### Coleção Egípcia
Composta basicamente de duas coleções privadas, Borgia (século XVIII) e Picchianti (século XIX), e inclui peças autênticas e muitos artefatos pseudo-egípcios provenientes de Pompeia e de outras cidades da Campânia. As peças egípcias datam desde o Reino Antigo (2 700—2 200 a.C.) até a era Ptolemaica.

### Epígrafes
Com importantes inscrições gregas, oscas, etruscas e latinas de Roma, Magna Grécia e Campânia, sendo de interesse especial as inscrições jurídicas e as tabuletas de Heracleia.

### O Gabinete Secreto
Criado em 1817 como Gabinete de Objetos Obscenos, para coletar uma multiplicidade de peças que só podiam ser conhecidas mediante autorização especial, e desde que o solicitante fosse "pessoa de idade madura e de conhecida moral". Em meados de 1850 o Gabinete foi fechado à visitação, mas foi reaberto por odem de Giuseppe Garibaldi durante o processo de unificação italiana, quando este conquistou Nápoles em 1860. A coleção foi publicada em catálogo em 1866. Progressivamente a censura do Reino de Itália restringiu o acesso culminando com o fechamento total durante o período fascista, quando somente podia ser visitado com autorização do Ministério da Educação. A censura perdurou até 1967 e a sala foi definitivamente aberta ao público em abril do ano 2000. Hoje não existe nenhum tipo de censura, porém menores de 14 anos só podem entrar se acompanhados dos pais ou professores.

### Sala do Meridiano
Originalmente ocupada pela Real Biblioteca, esta sala foi decorada com afrescos de Pietro Bardellino no teto, mostrando A Virtude coroando Ferdinando e Maria Carolina. As paredes receberam 18 telas de Giovan Evangelista Draghi ilustrando a atuação de Alexandre Farnésio nos Países Baixos. Recentemente a sala recebeu um grupo de pinturas da escola napolitana da primeira metade do século XIX. O meridiano instalado no piso data do século XVIII, quando estava sendo cogitado instalar um observatório astronômico no edifício, e é uma peça notável pela beleza do desenho dos signos do Zodíaco.

### Mosaicos
Esta seção é formada por fragmentos de decoração de pisos e paredes de Herculano, Pompeia e Estábia, com emblemas, cenas e figuras de inspiração grega. São importantes as cenas de autoria de Dioscórides de Samos e os mosaicos da "Casa do Fauno" de Pompeia, com uma famosa cena da Batalha de Isso, entre Alexandre Magno e as tropas de Dario III, além de itens na rara técnica de opus sectilium, uma composição com mármores de várias cores.

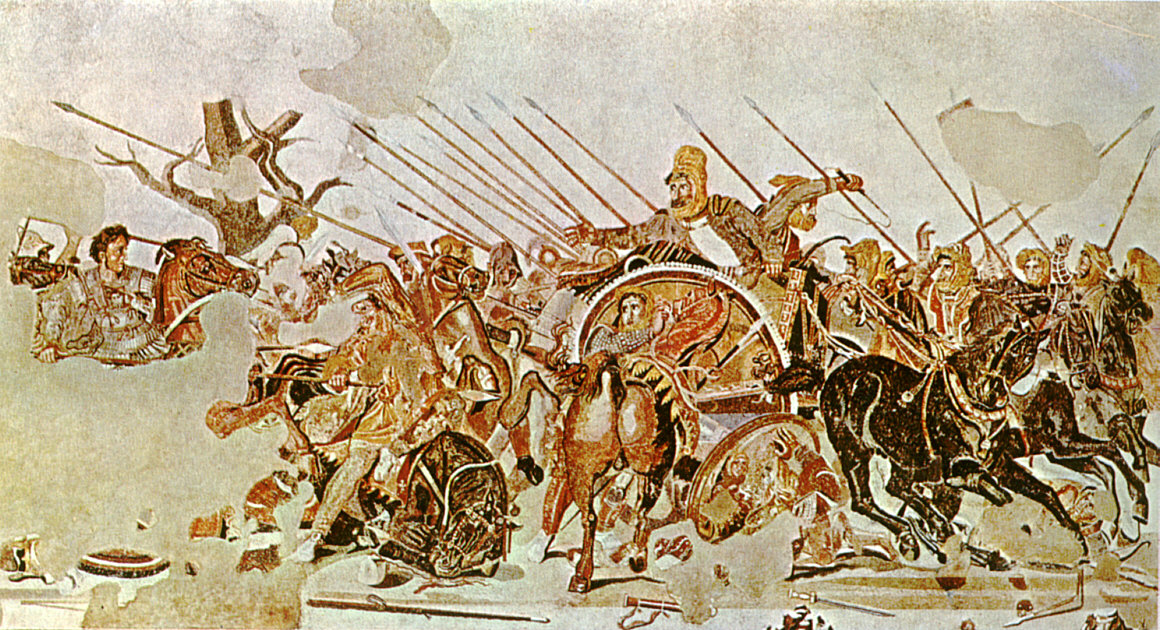
Batalha de Isso
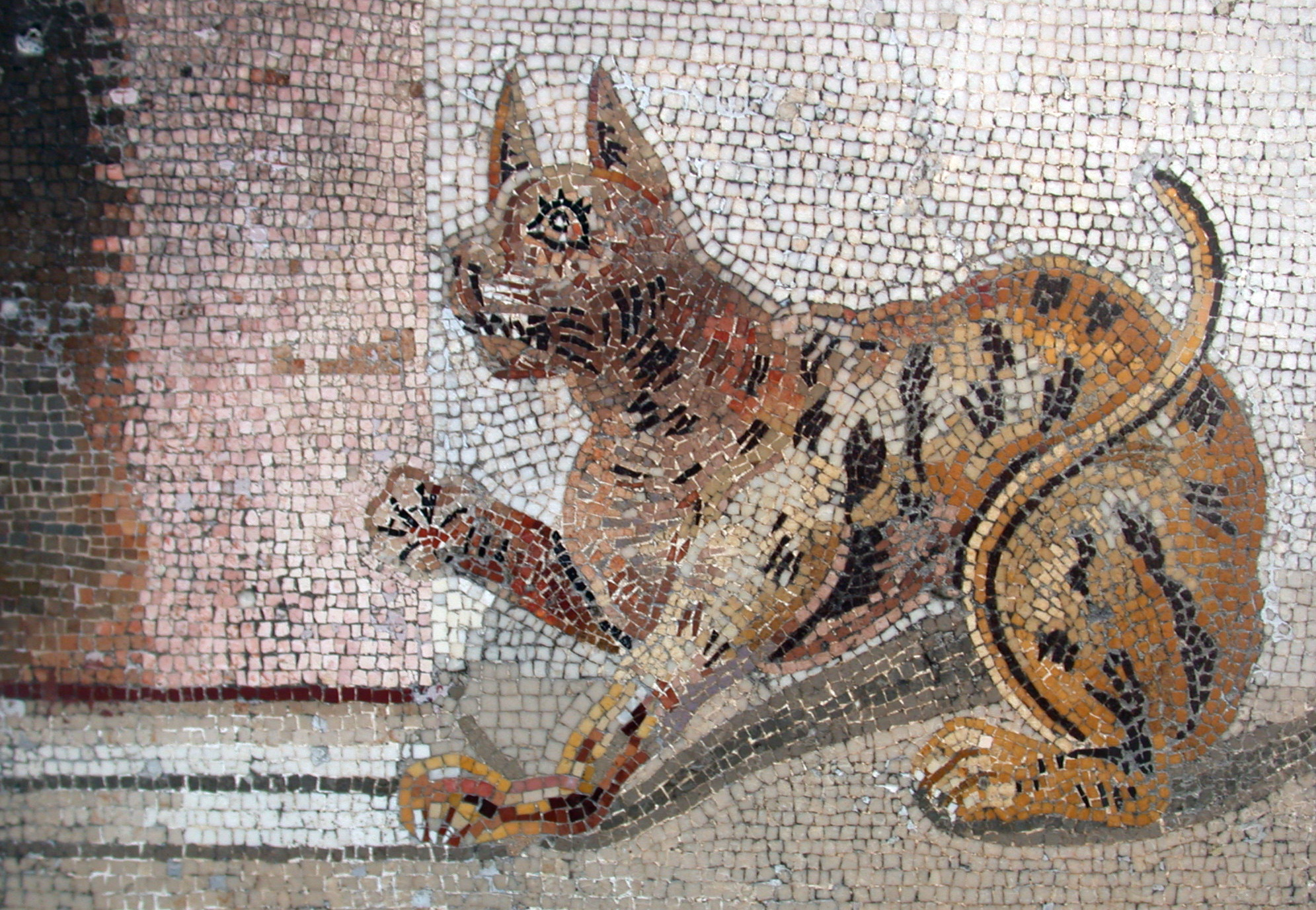
Gato
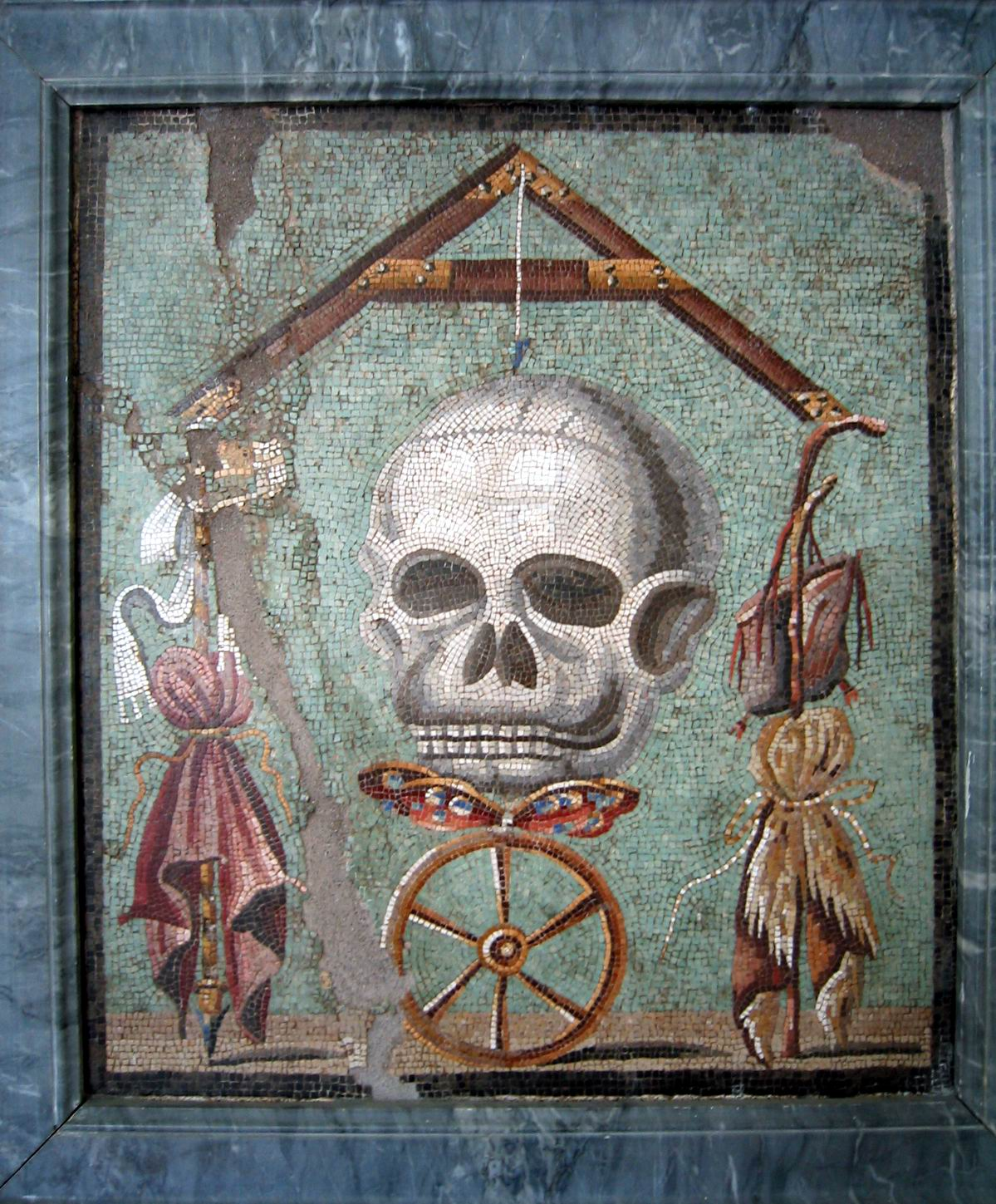
Roda da fortuna
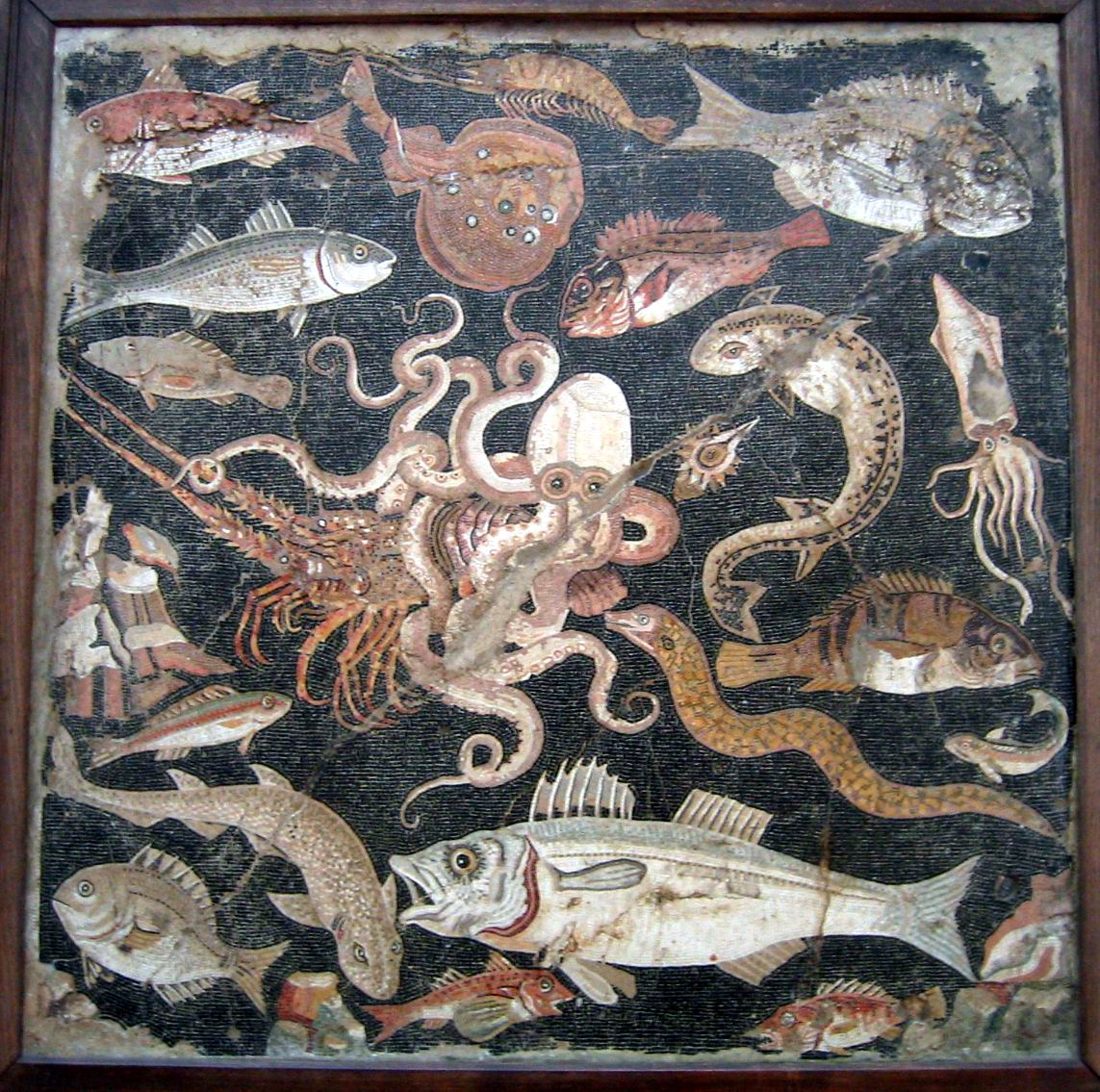
Catálogo de peixes
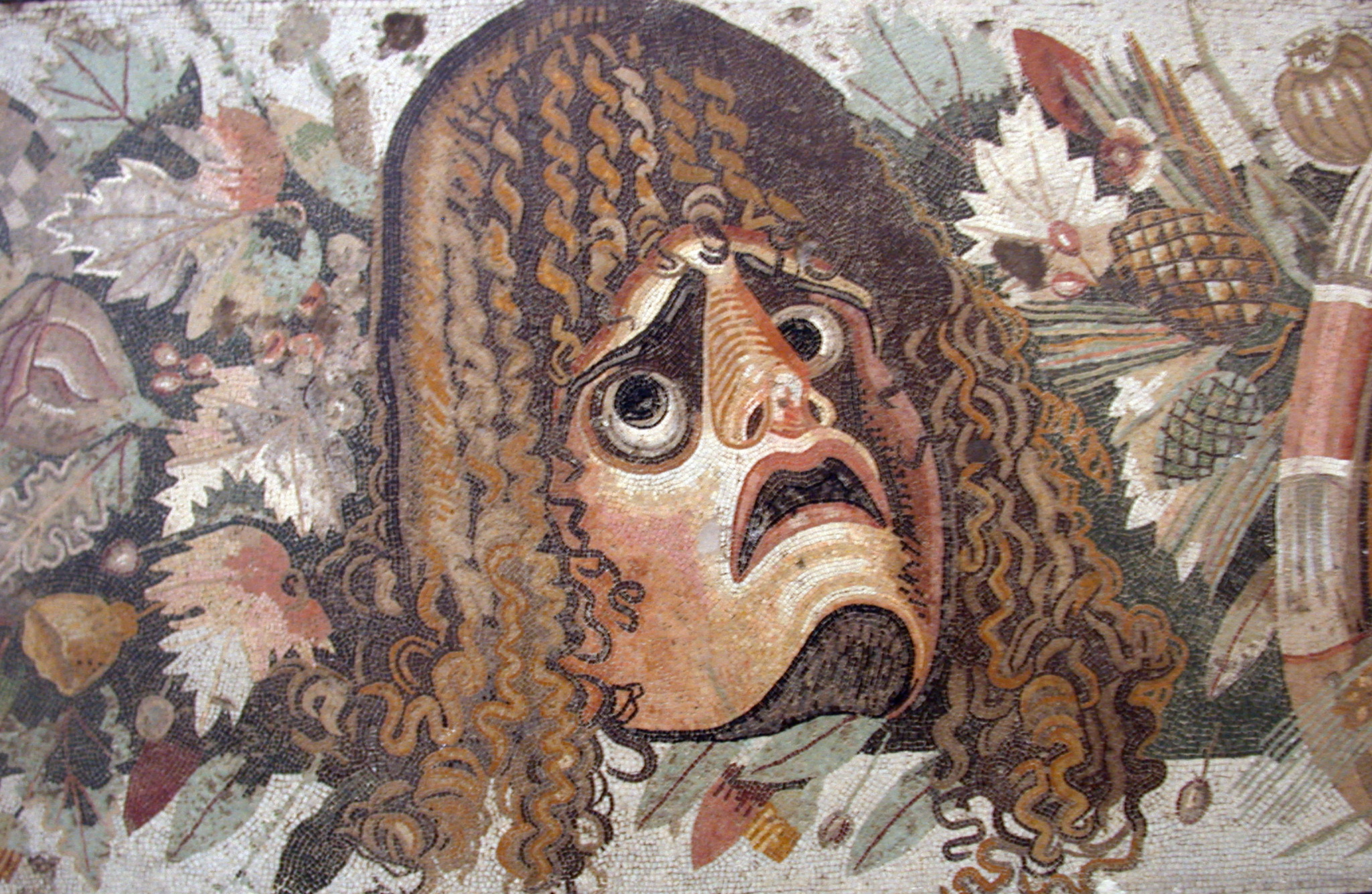
Máscara trágica (Casa do Fauno)

### Numismática
O museu possui uma extensa e preciosa coleção de moedas e medalhas, em sua maior parte integrantes da Coleção Farnese, com cerca de duzentos mil itens, que vão desde as mais antigas cunhagens da Grécia até o fim do Império Romano, e outra seção compreende a Idade Média até a era Bourbon.

### Afrescos de Pompeia
Embora com reduzido número de exemplares, removidos de casas daquela cidade, é de grande importância por apresentar um rico panorama da pintura decorativa romana dentre os séculos II a.C. e I d.C., a qual é sucessora direta da pintura grega, hoje praticamente toda desaparecida. As peças mostram temas mitológicos, literários, naturezas-mortas, paisagens, retratos e cenas da vida diária e das cerimônias religiosas relativas aos lares e penates, além de alguns exemplares com motivos arquiteturais.

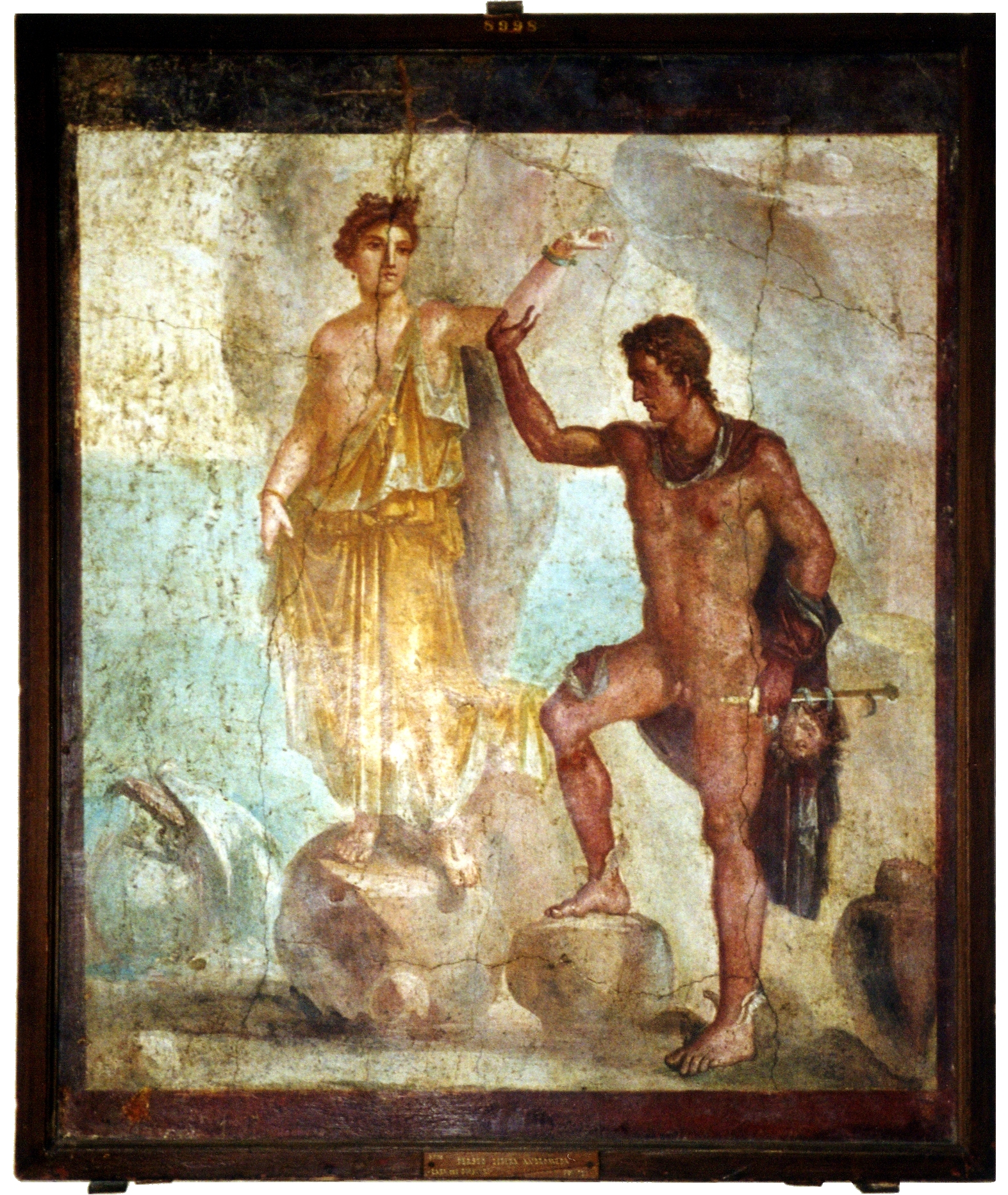
Perseu e Andrômeda, afresco pompeano da Casa dos Dióscuros
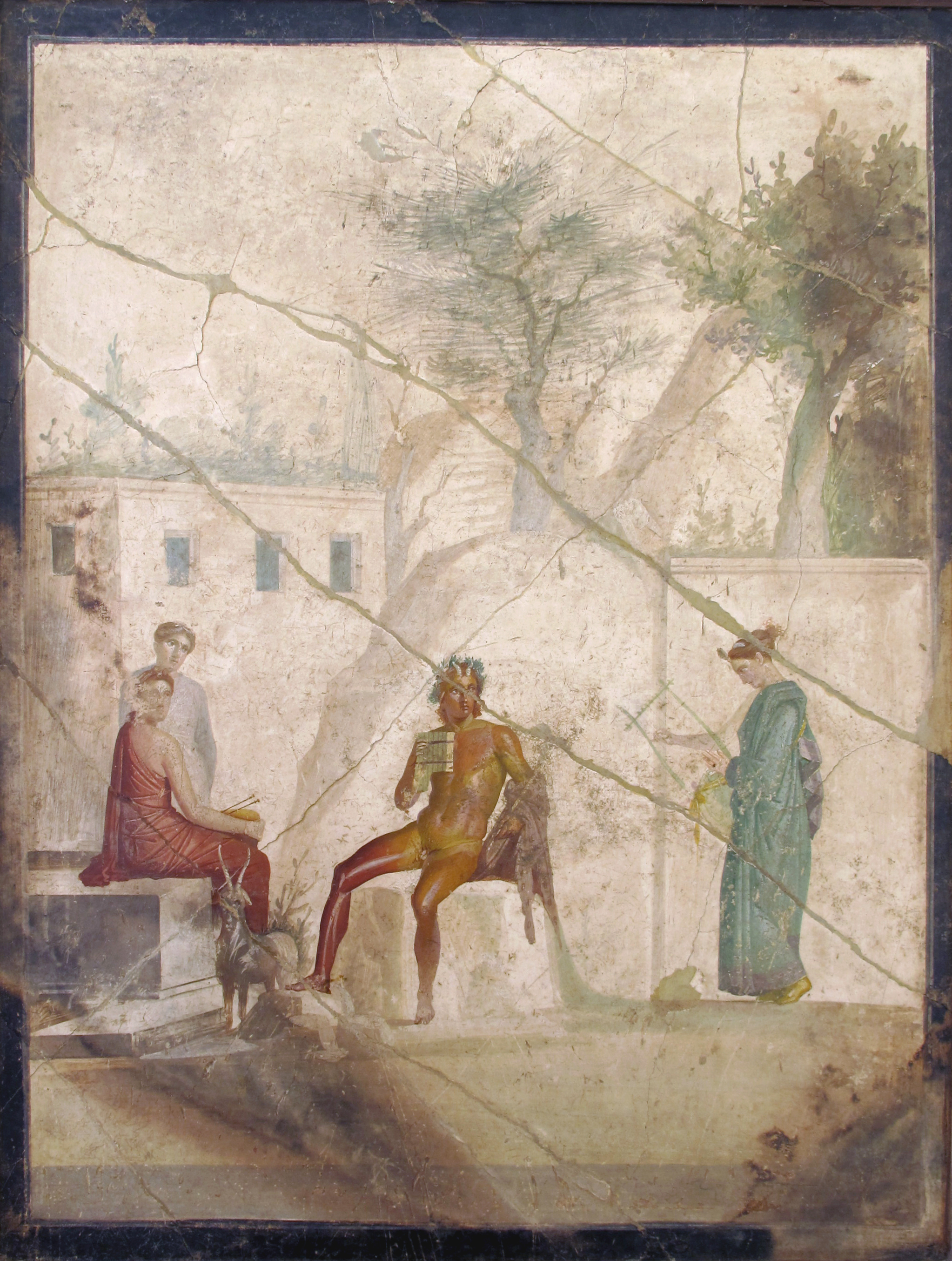
Pan toca sua flauta, com uma ninfa com lira e dois espectadores, Casa de Giasone
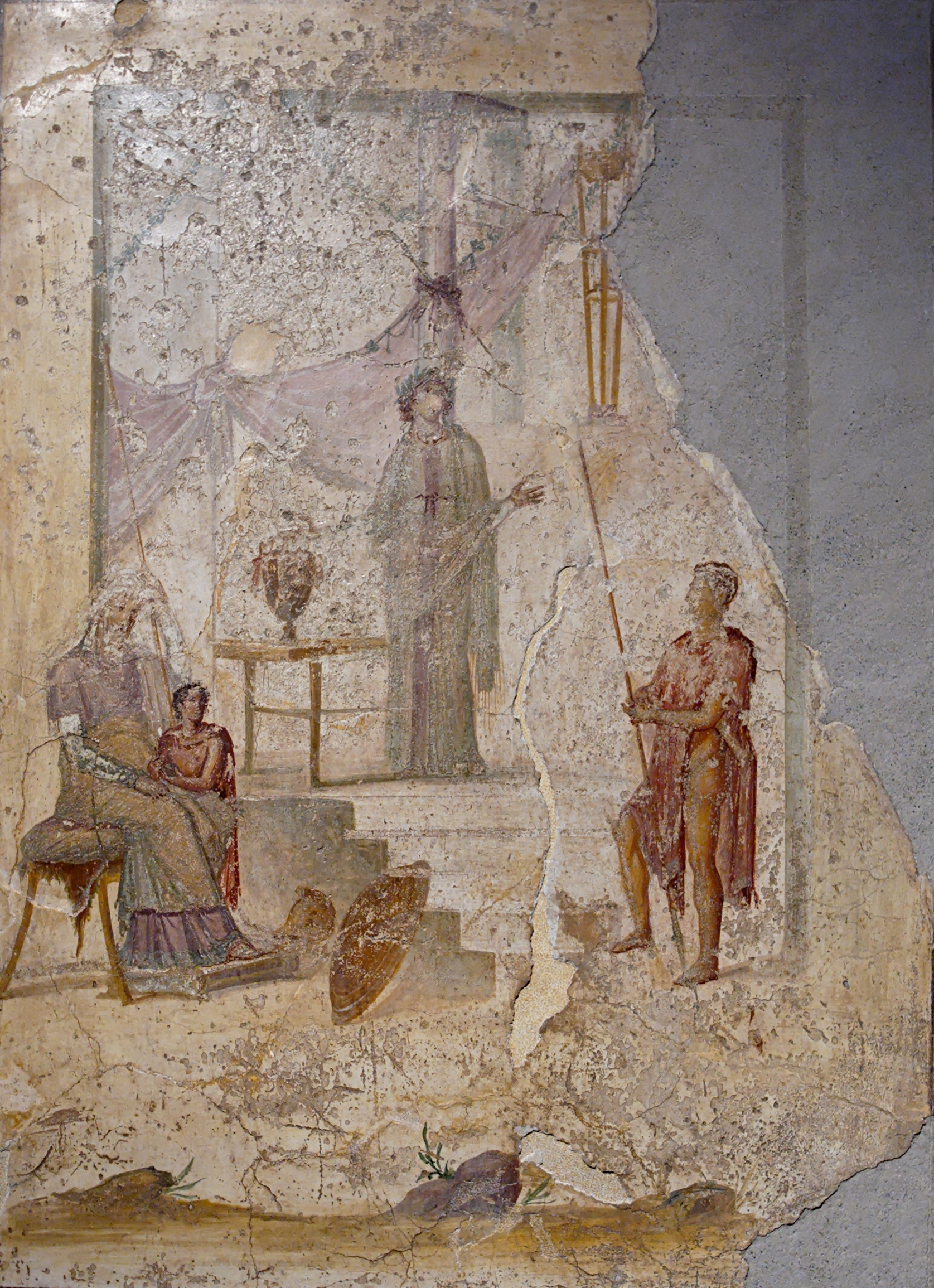
Profecias de Cassandra
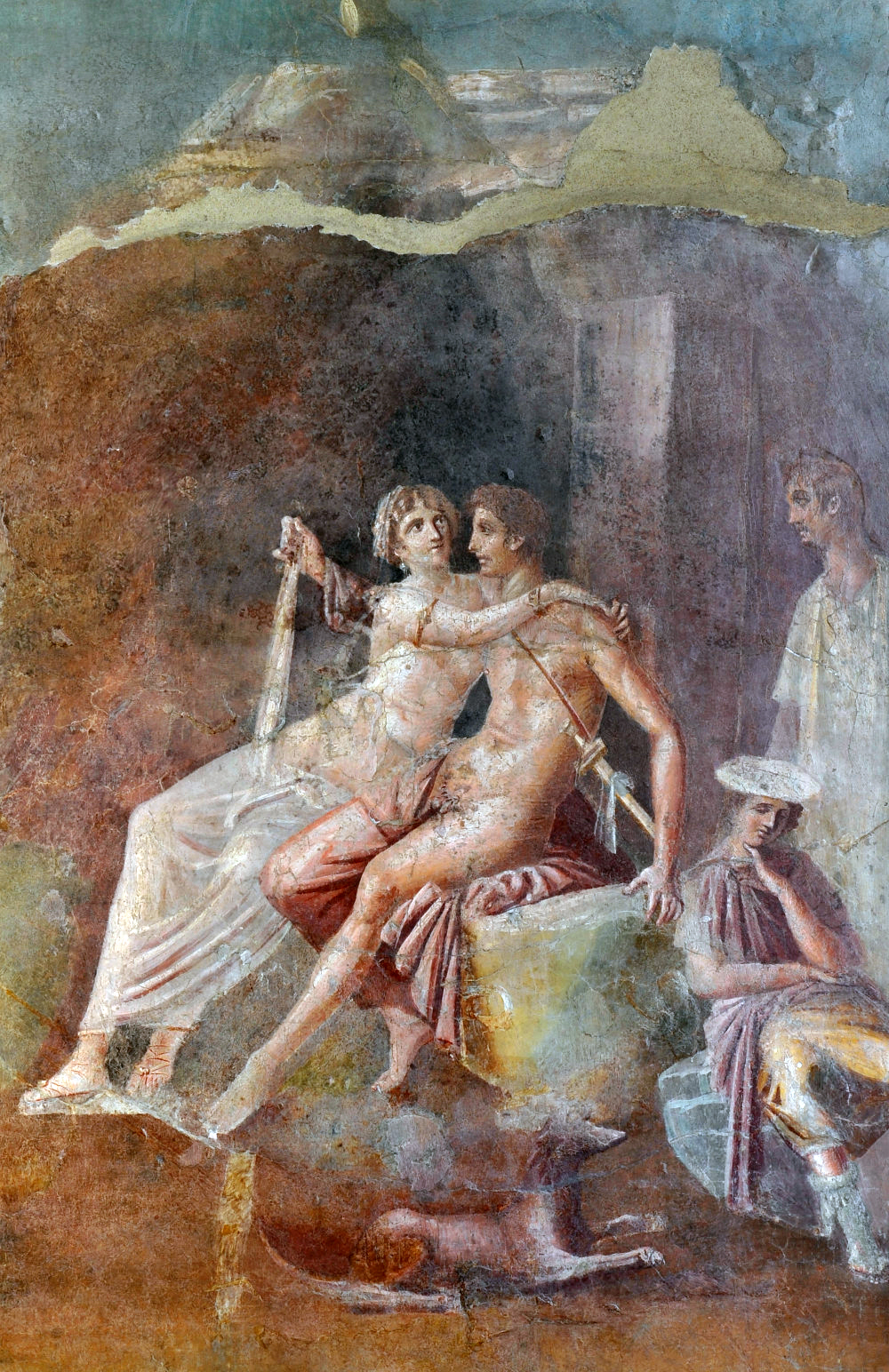
Eneas e Dido

### As joias Farnese
A coleção Farnese de gemas gravadas foi originada com a coleção reunida por Cosimo de' Medici e Lorenzo, o Magnífico durante o século XV, e ampliada mais tarde pela família Farnese. Entre suas atrações está a Taça Farnese, um dos maiores camafeus do mundo, feito de uma peça de sardônica proveniente da corte dos Ptolomeus.

### Pré-história
Nesta seção são exibidos artefatos do Paleolítico até a Idade do Bronze provenientes de diversos locais na Itália.

### Pratas, marfins, terracotas, bronzes, vasos e vidros

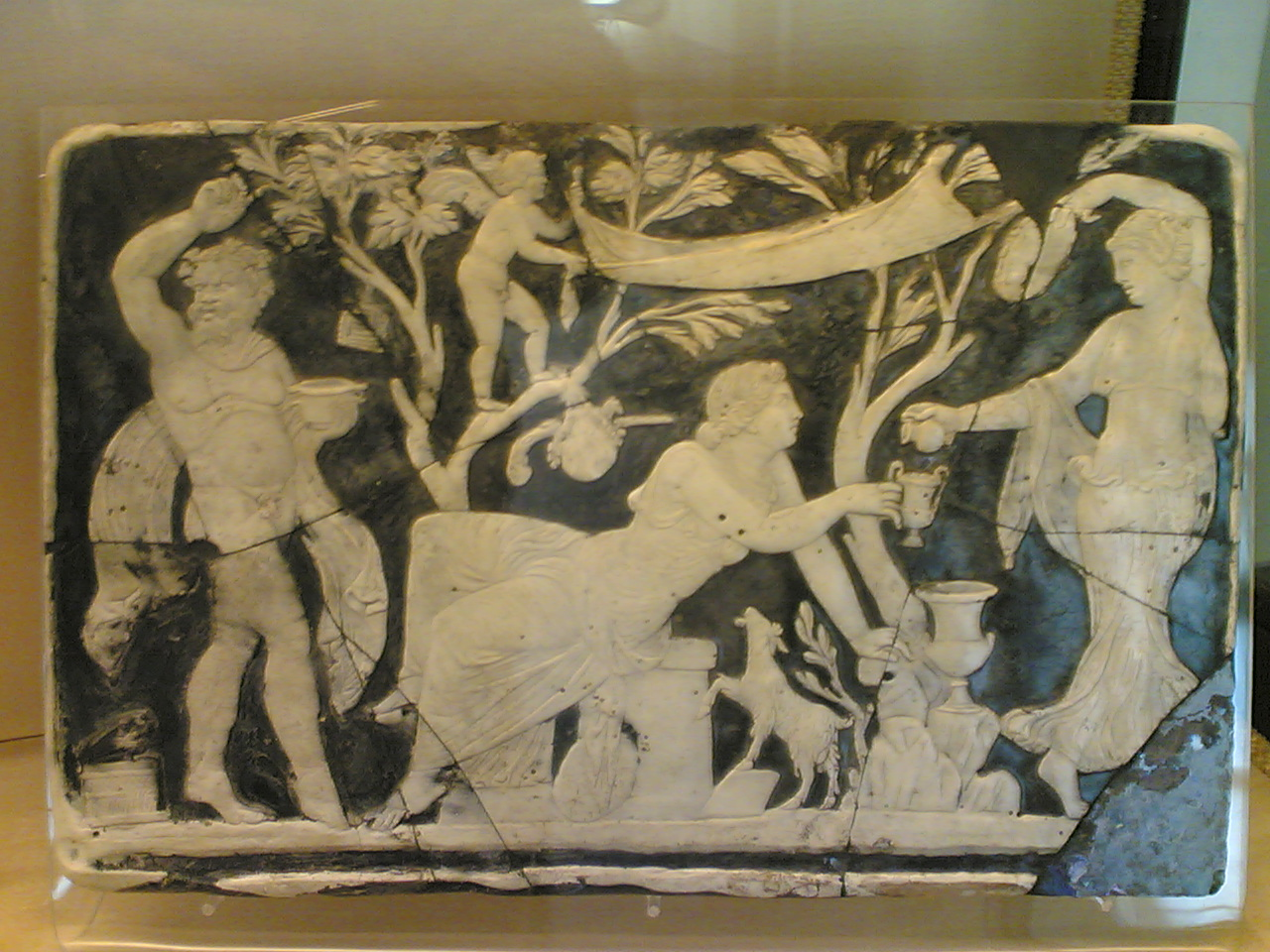
Dionísio e Ariadne, painel em vidro, Pompeia

Na prataria se encontra uma notável reunião de peças encontradas na Casa de Menandro em Pompeia, única por sua variedade e qualidade da artesania. Os marfins incluem peças de jogos, objetos de uso diário, ornamentos e peças de toucador. Nos vidros se destacam dois painéis com representações de Dioniso e o famoso Vaso Azul, todos de Pompeia. Por fim, as terracotas mostram lâmpadas, vasilhas de cozinha e vasos ornamentais.

### Culturas da Campânia
Apresentando os achados relativos às civilizações que floresceram na Campânia, baía de Nápoles e arredores, incluindo  objetos de povoamentos etruscos e italiotas na região da Campânia (Nola, Santa Maria Capua Vetere, Calvi, Sant'Agata de' Goti, Alife e Teano), mostrando especialmente a influência da colonização grega desde o século VIII a.C., como o assentamento de Pitecusas em Ísquia, até a sofisticada cultura helenística tipificada pela Vila dos Papiros em Herculano, origem das cidades gregas de Cumas e Neápolis, que continuaram a prosperar até os dias de hoje como a moderna Nápoles. As peças mais importantes desta seção são a reconstituição de uma casa grega da Punta Chiarito (séculos VIII-VII a.C.), achados da Vila dos Papiros (século I), e itens provenientes de grandes escavações empreendidas no século XVIII, com estatuária em bronze e mármore, e cerca de 2 mil rolos de papiro. Futuramente serão mostrados objetos originários de Cumas e da antiga Neápolis que ora estão em depósito.

### Esculturas
Esta seção é particularmente rica em obras gregas e romanas, de várias procedências, muitas delas também originalmente na Coleção Farnese, o que serve como precioso testemunho do colecionismo renascentista. Possui esculturas honorárias de Pompeia e Herculano, bustos e retratos gregos e romanos, obras originais da Grécia antiga desde o Período Severo até o helenismo e uma série ainda mais extensa de cópias romanas.

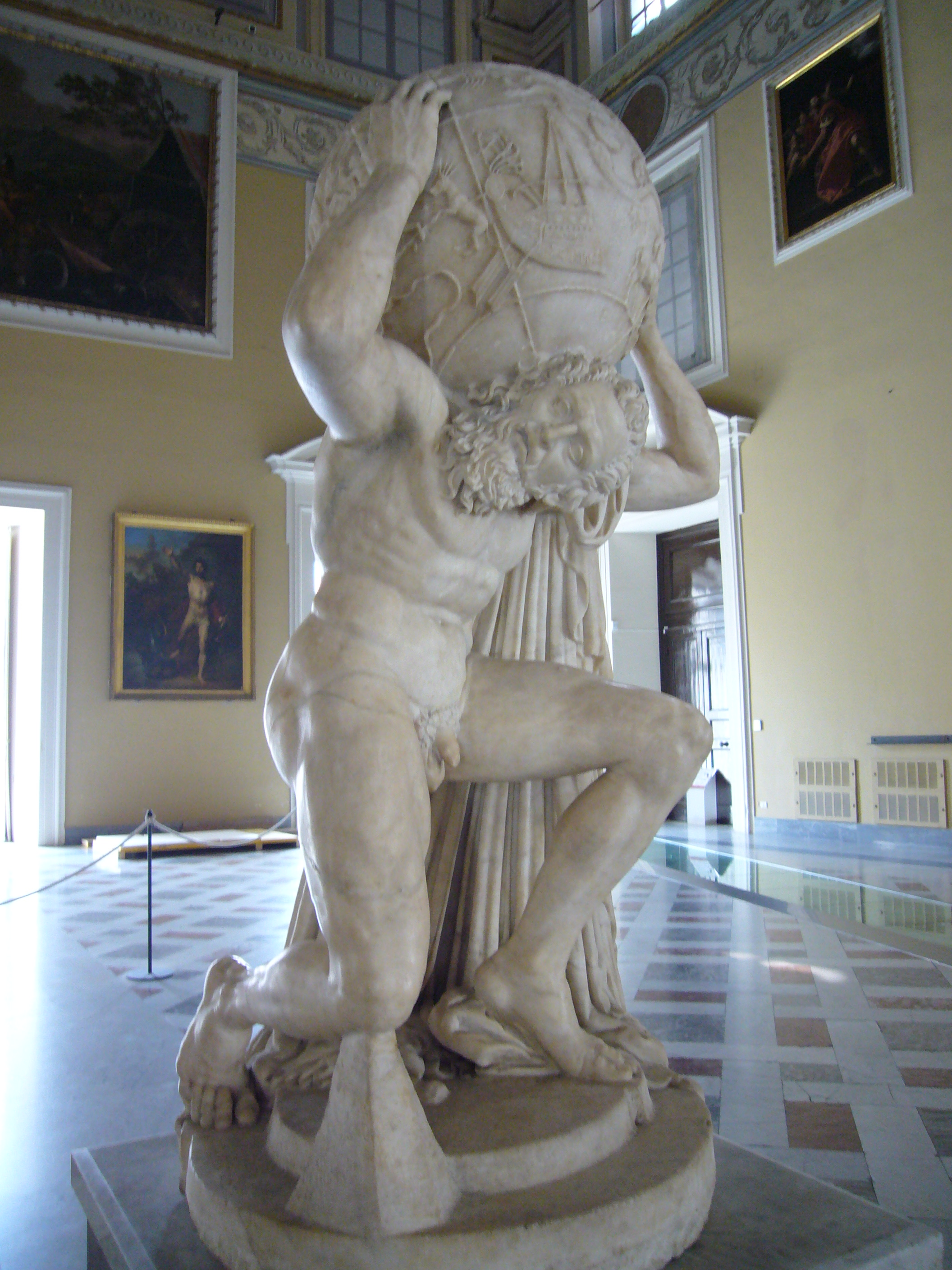
Atlas Farnésio
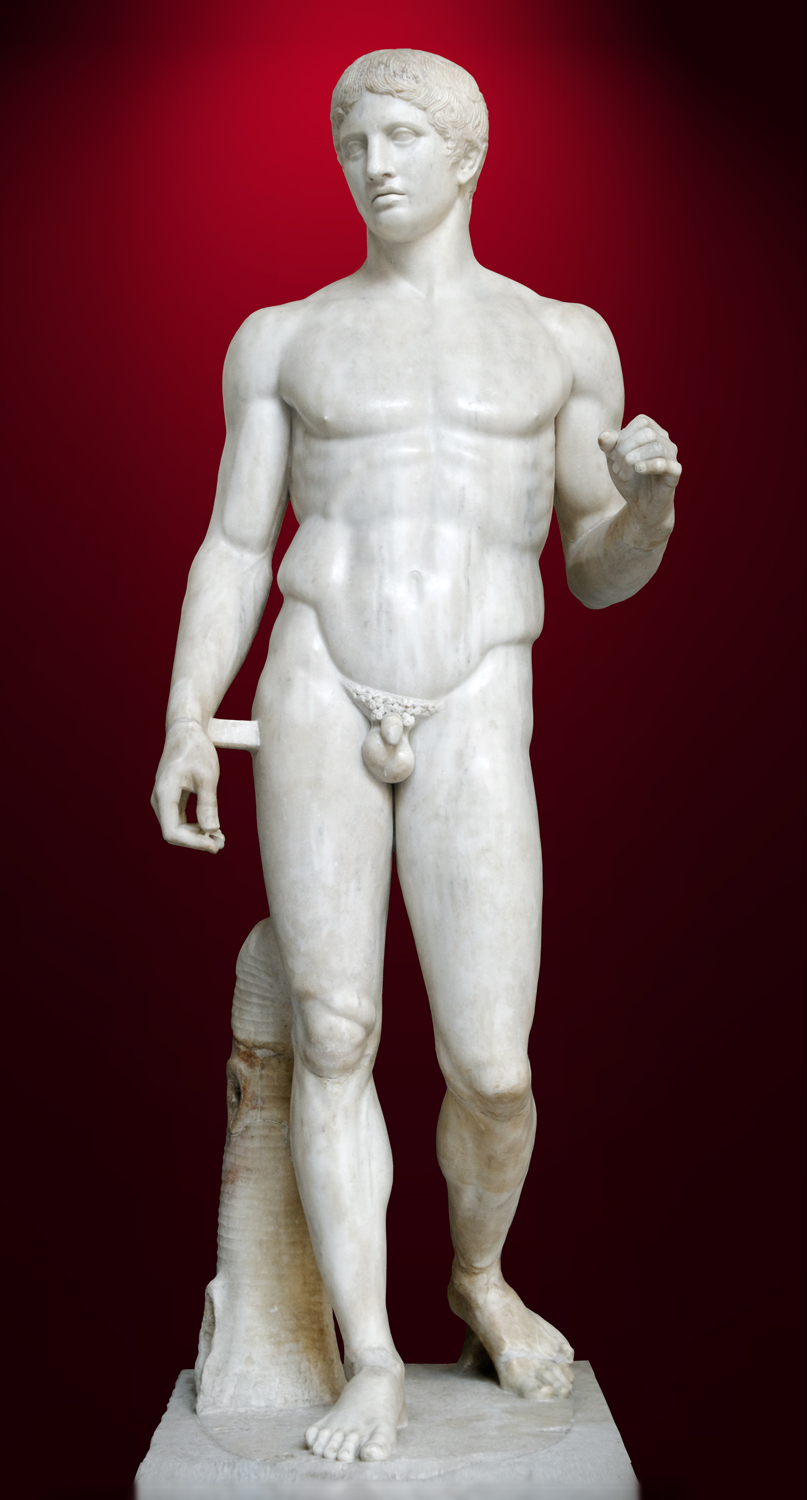
Doríforo de Policleto (cópia)
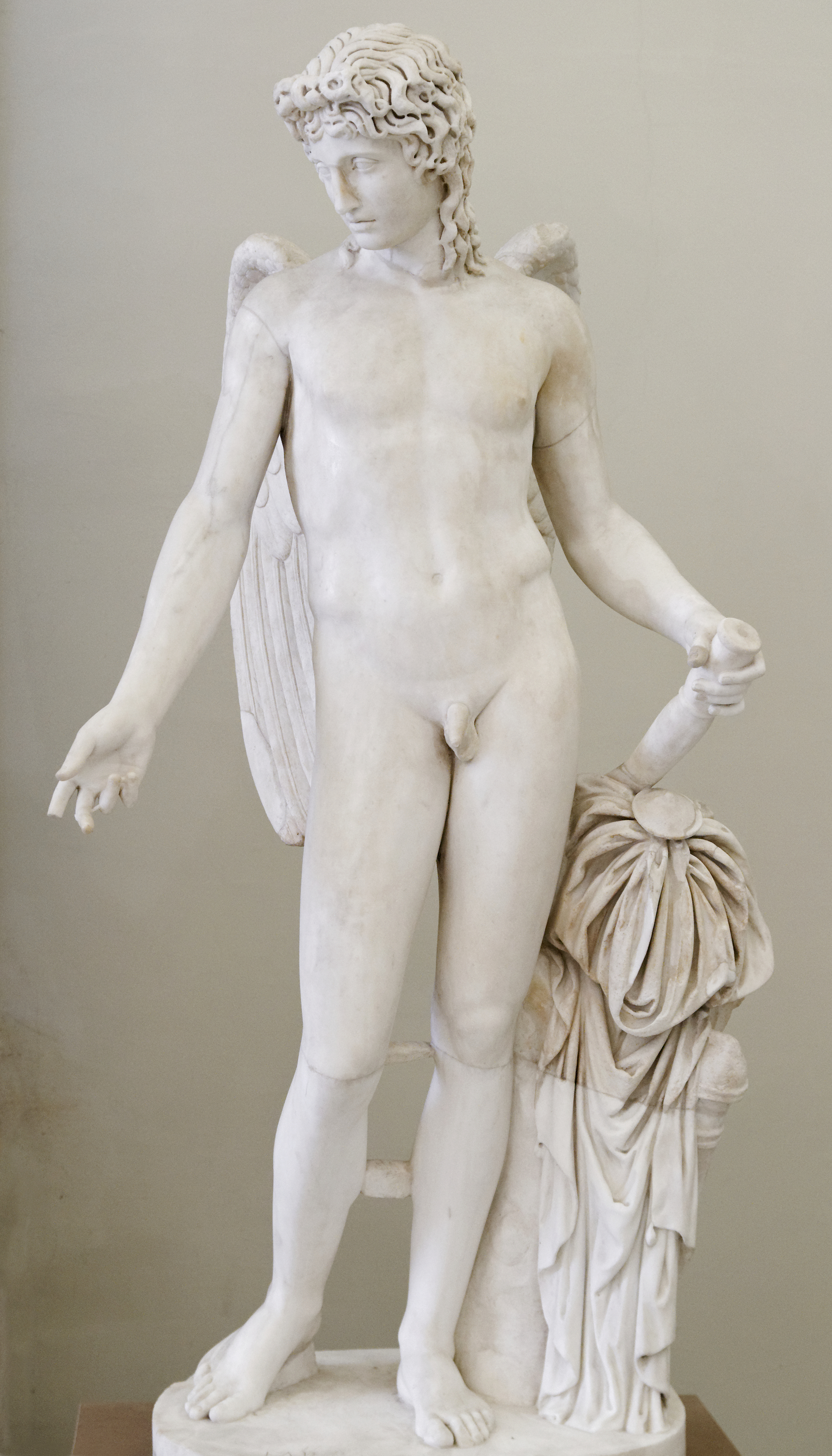
Eros Farnese
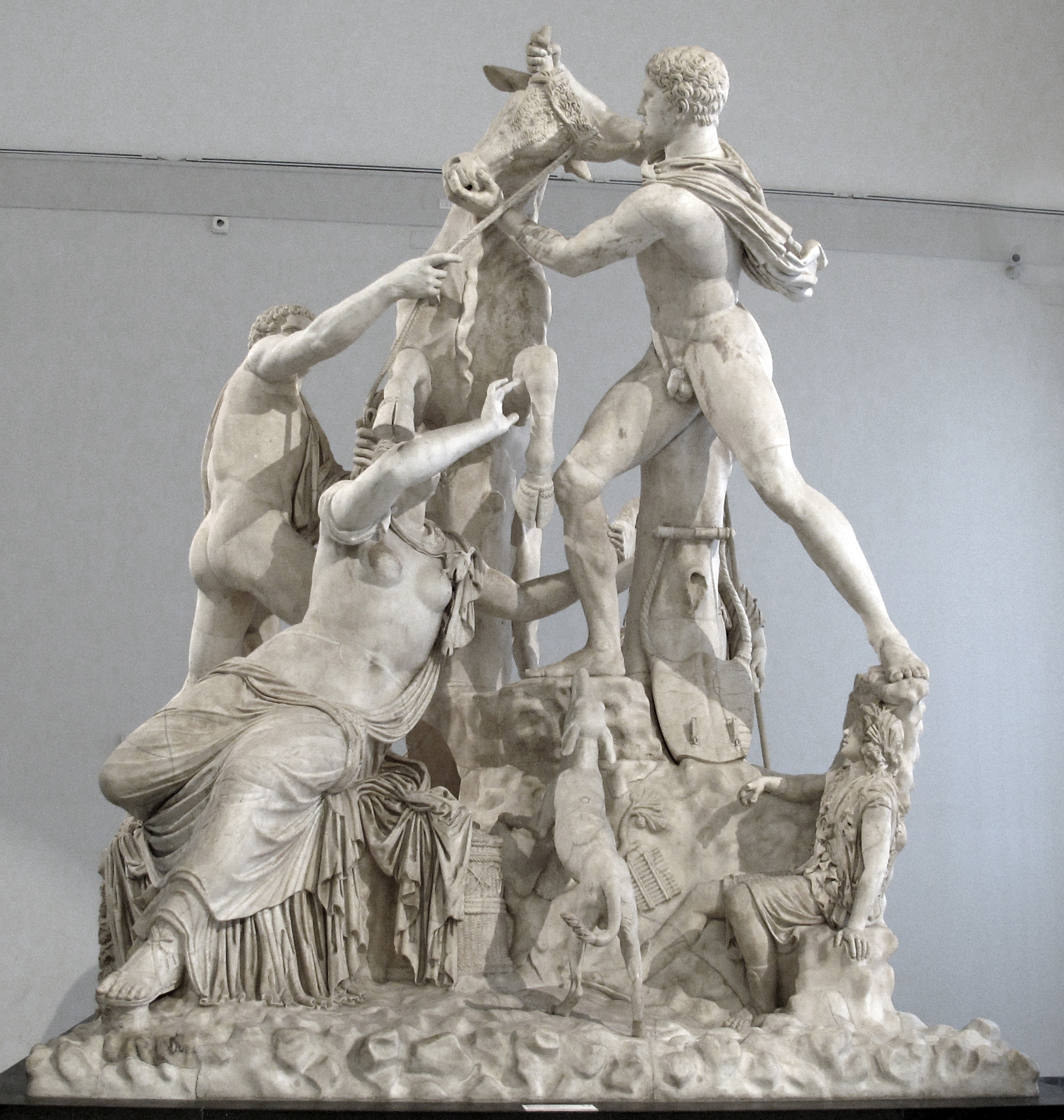
O Touro Farnese ou O Suplício de Dirce, (cópia romana)
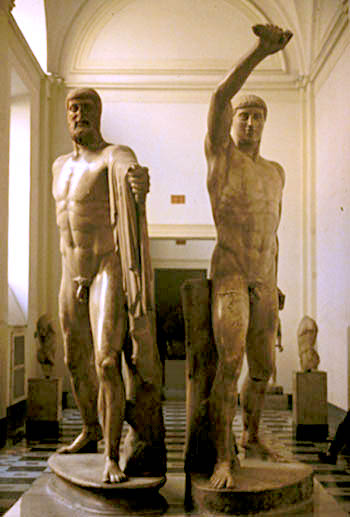
Harmódio e Aristógito, (cópia romana)
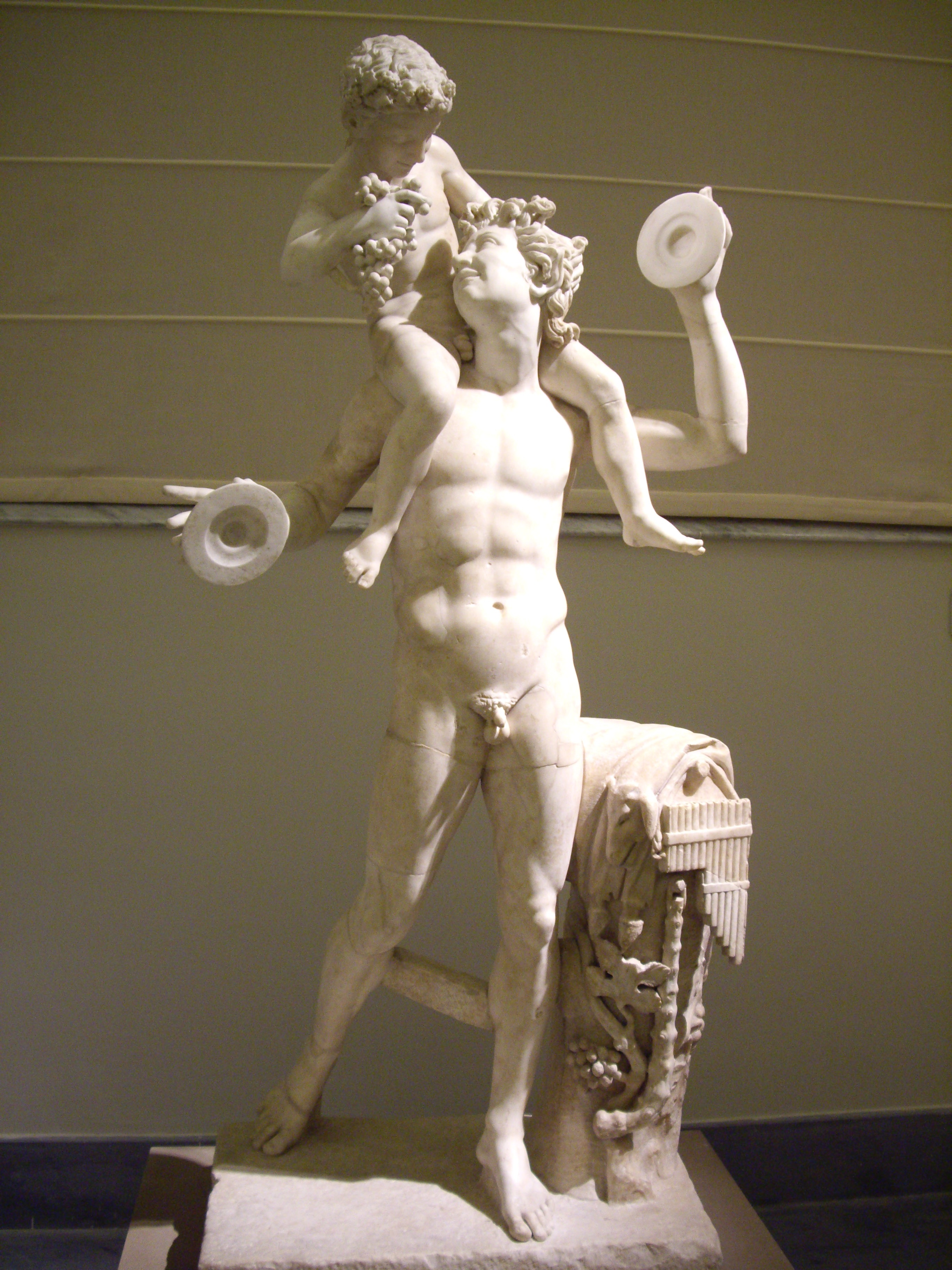
Sátiro com Dionísio

### Magna Grécia
Com grande número de objetos encontrados na região da Magna Grécia entre 1700 e 1800, além de importantes acréscimos de coleções privadas, com terracotas, vasos, pinturas funerárias, joalheria, moedas e uma diversidade de outros materiais provenientes de Pesto, Metaponto, Lócris Epicefíria, Ruvo e Canosa.

### Templo de Ísis em Pompeia
Aqui se mostram as pinturas murais removidas do Templo de Ísis em Pompeia, realizadas num estilo helenístico de tradição romana mas com muitas características egípcias, além de esculturas, inscrições e objetos de culto.

### Modelo de Pompeia
Um grande modelo da cidade em seu apogeu, construído em madeira, cortiça e papel, constituindo um precioso testemunho da erudição acadêmica do século XIX, com grande minúcia e mostrando testemunhos únicos de diversos elementos decorativos encontrados nas escavações da cidade, como mosaicos e pinturas, que mais tarde foram destruídos.

### Arenas e banhos
Um espaço destinado à apresentação de armaduras de gladiadores, afrescos e objetos de casas de banho de Pompeia.

## Serviços
Além de suas coleções permanentes o museu oferece uma série de programas educativos e didáticos relativos às coleções do museu e de sítios arqueológicos mantidos pela Soprintendenza per i Beni Archeologici di Napoli e Caserta. Oferece ainda consultorias especializadas, e organiza cursos e palestras.
O museu possui uma biblioteca especializada em Arqueologia, com muitas obras raras datando do século XV em diante, além de periódicos e outras publicações.

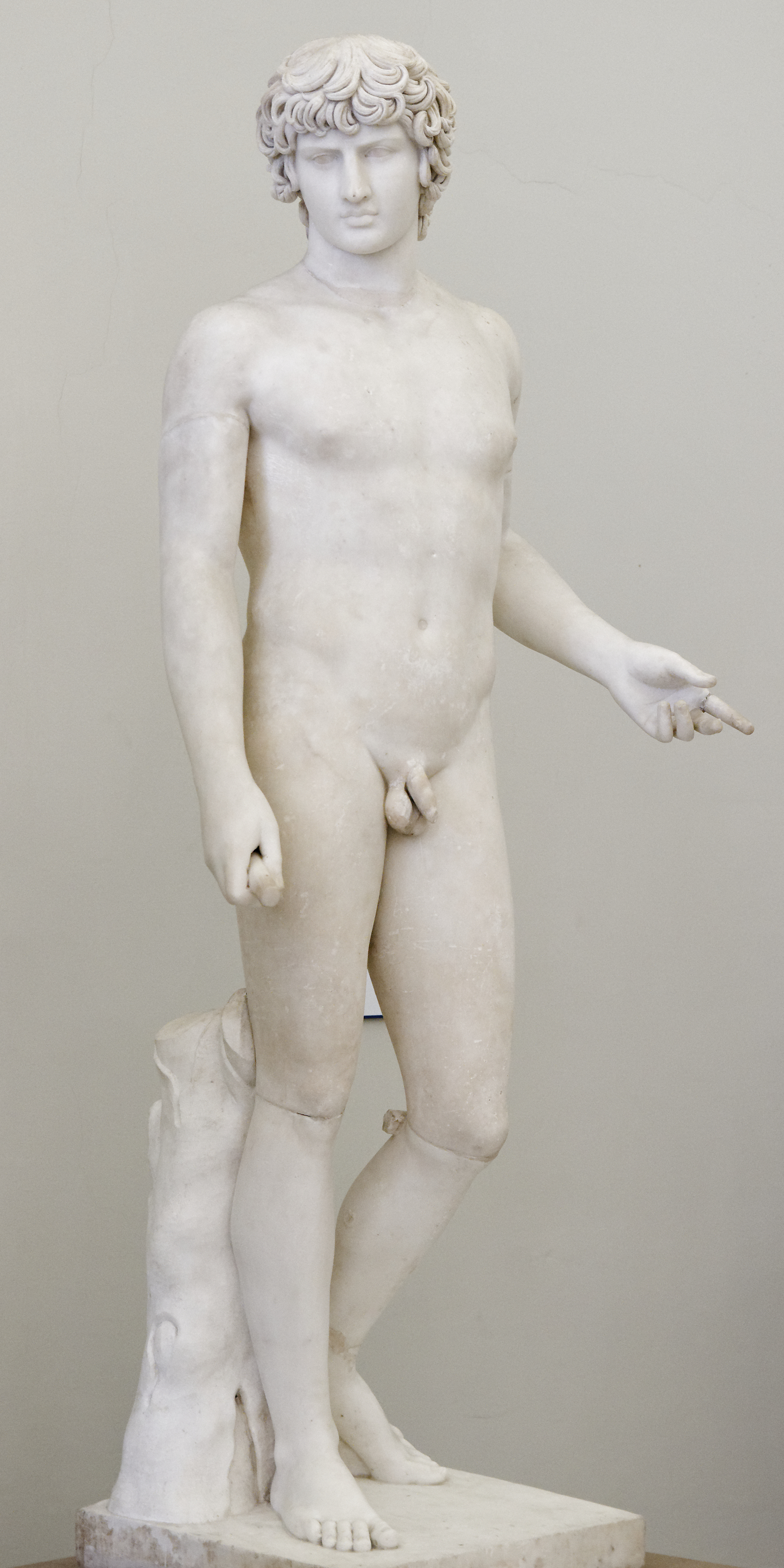
Antínoo Farnese
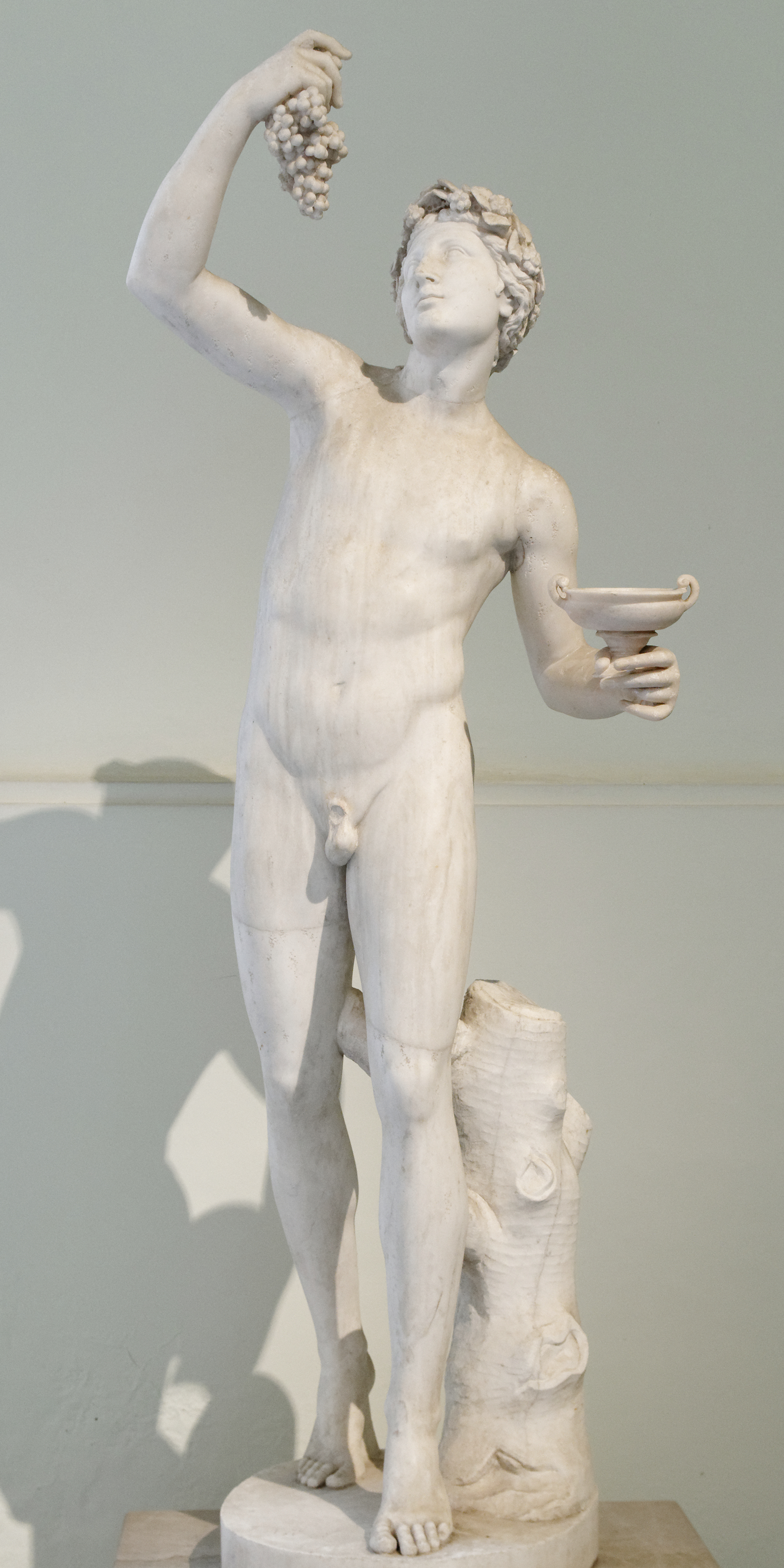
Sátiro
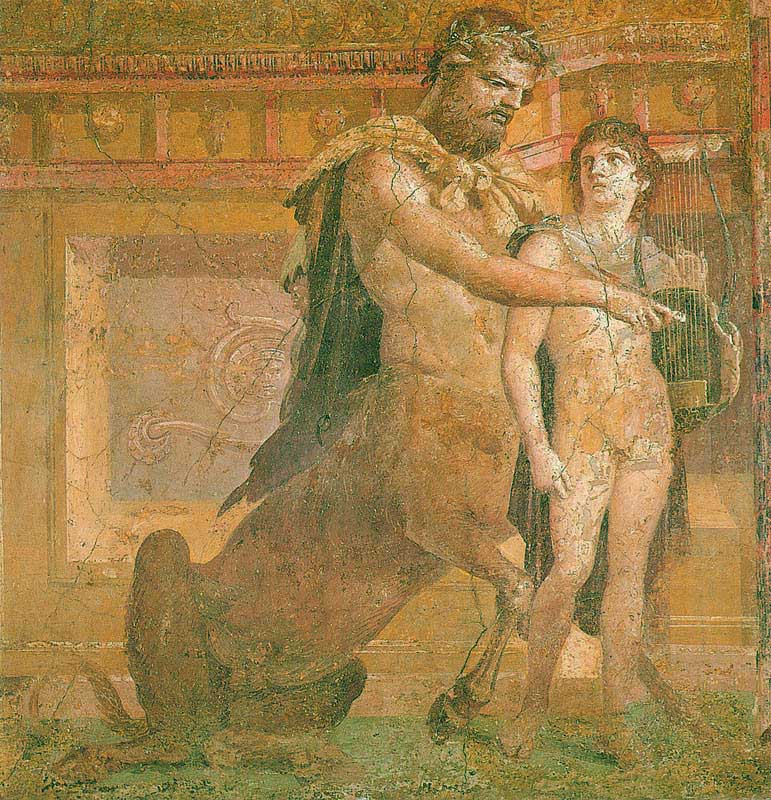
Quíron instruindo Aquiles, afresco, Pompeia
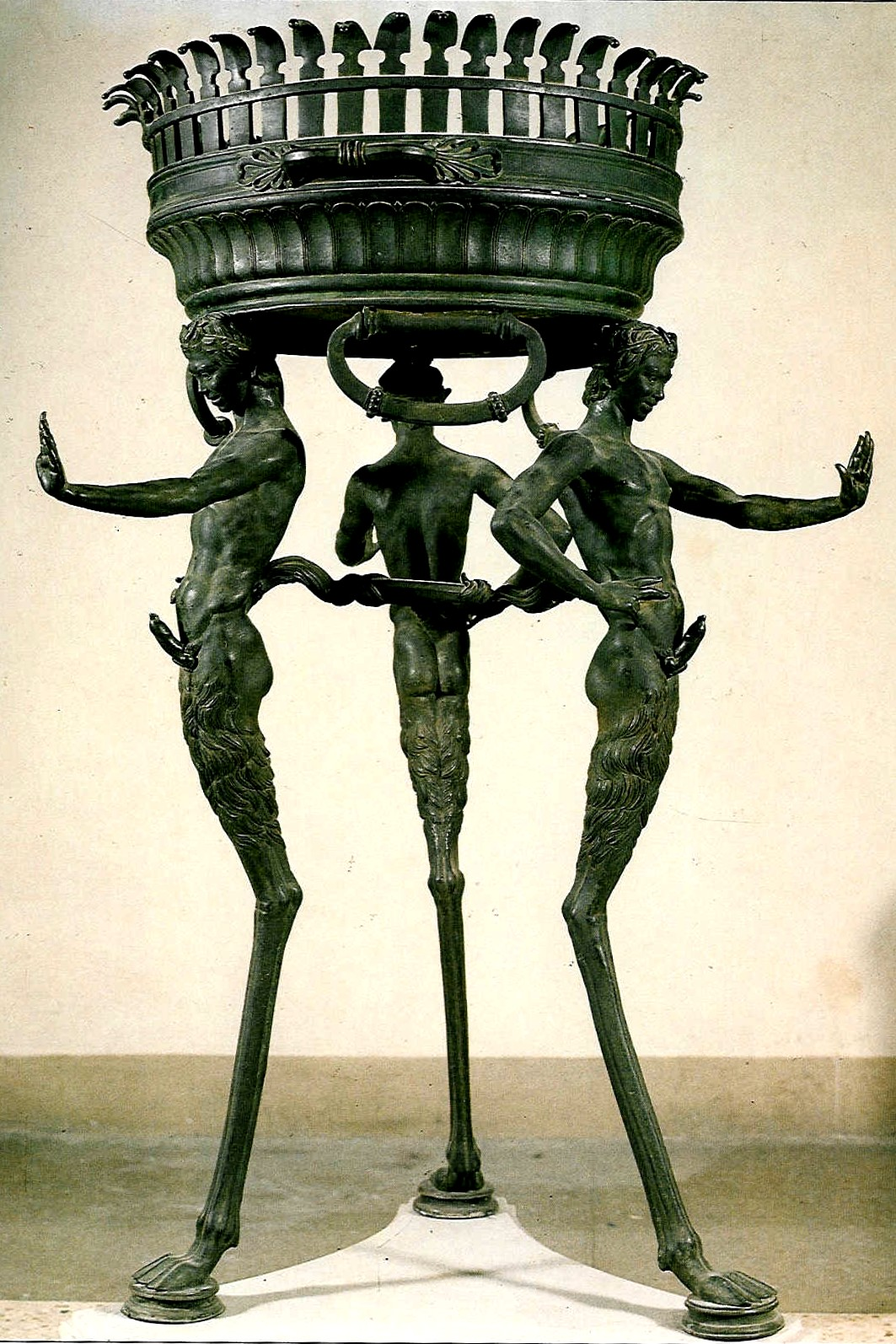
Braseiro, Pompeia
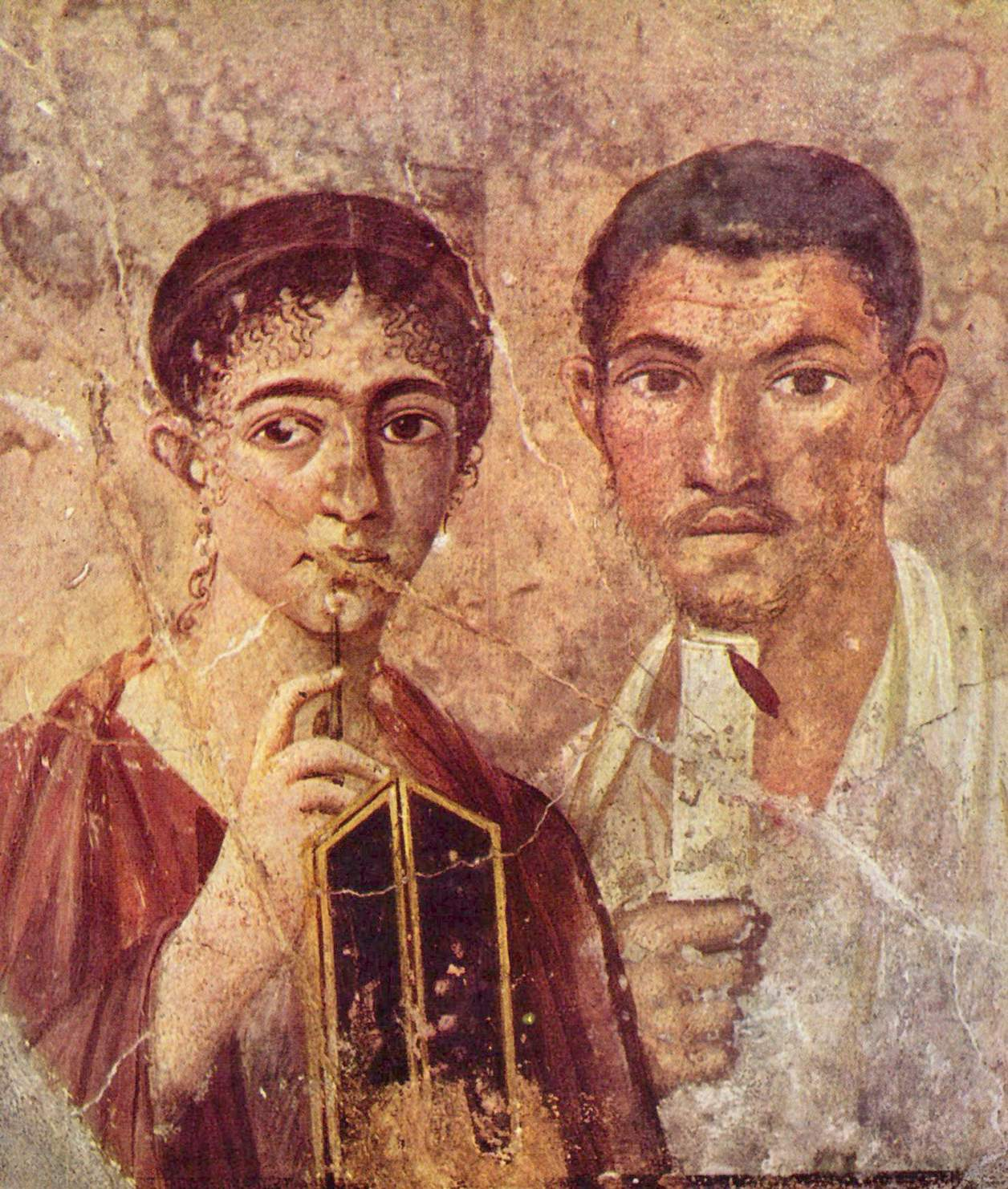
Paquius Proculus e sua esposa, afresco, Pompeia
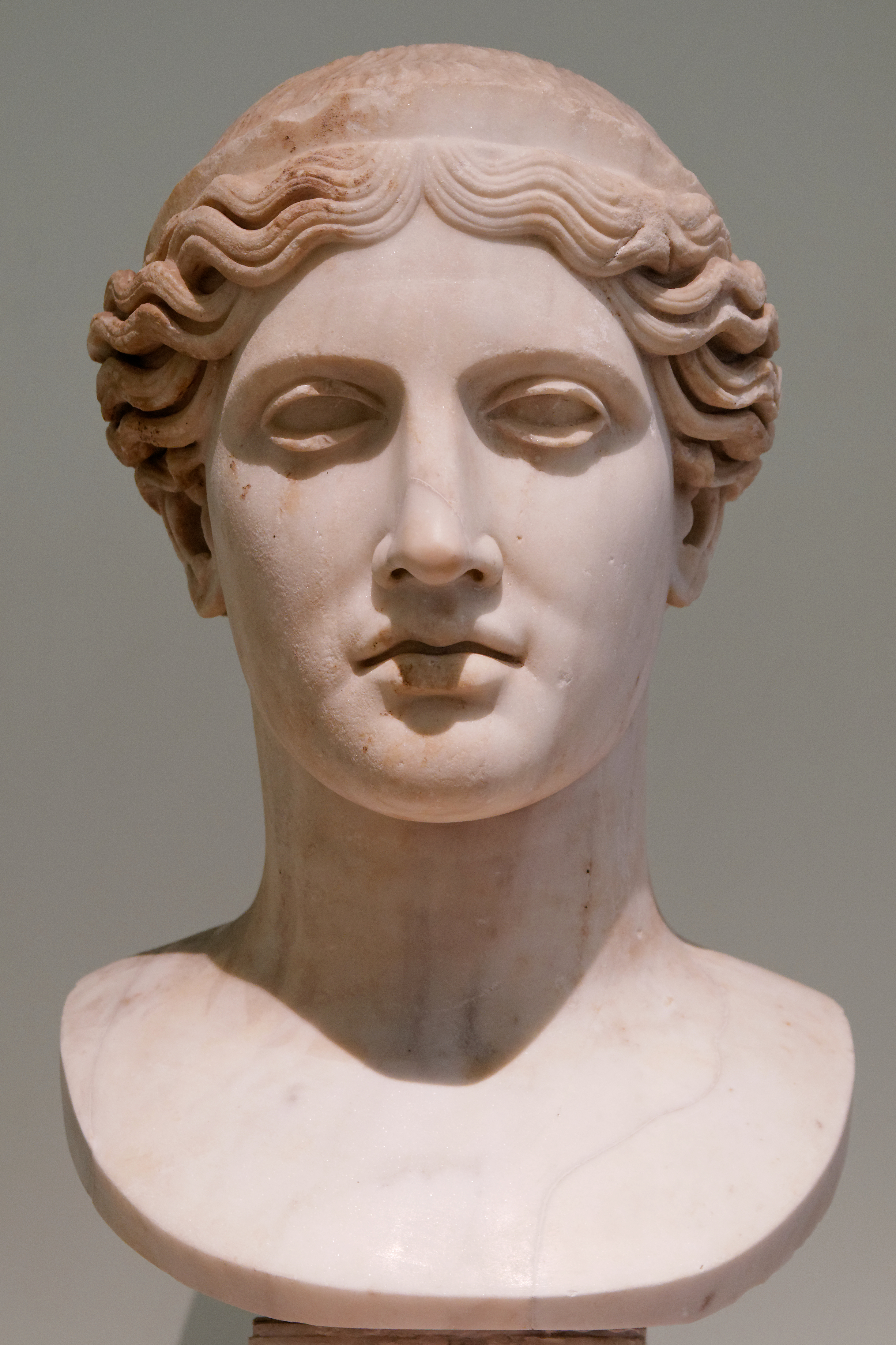
Artemísia, (cópia romana)

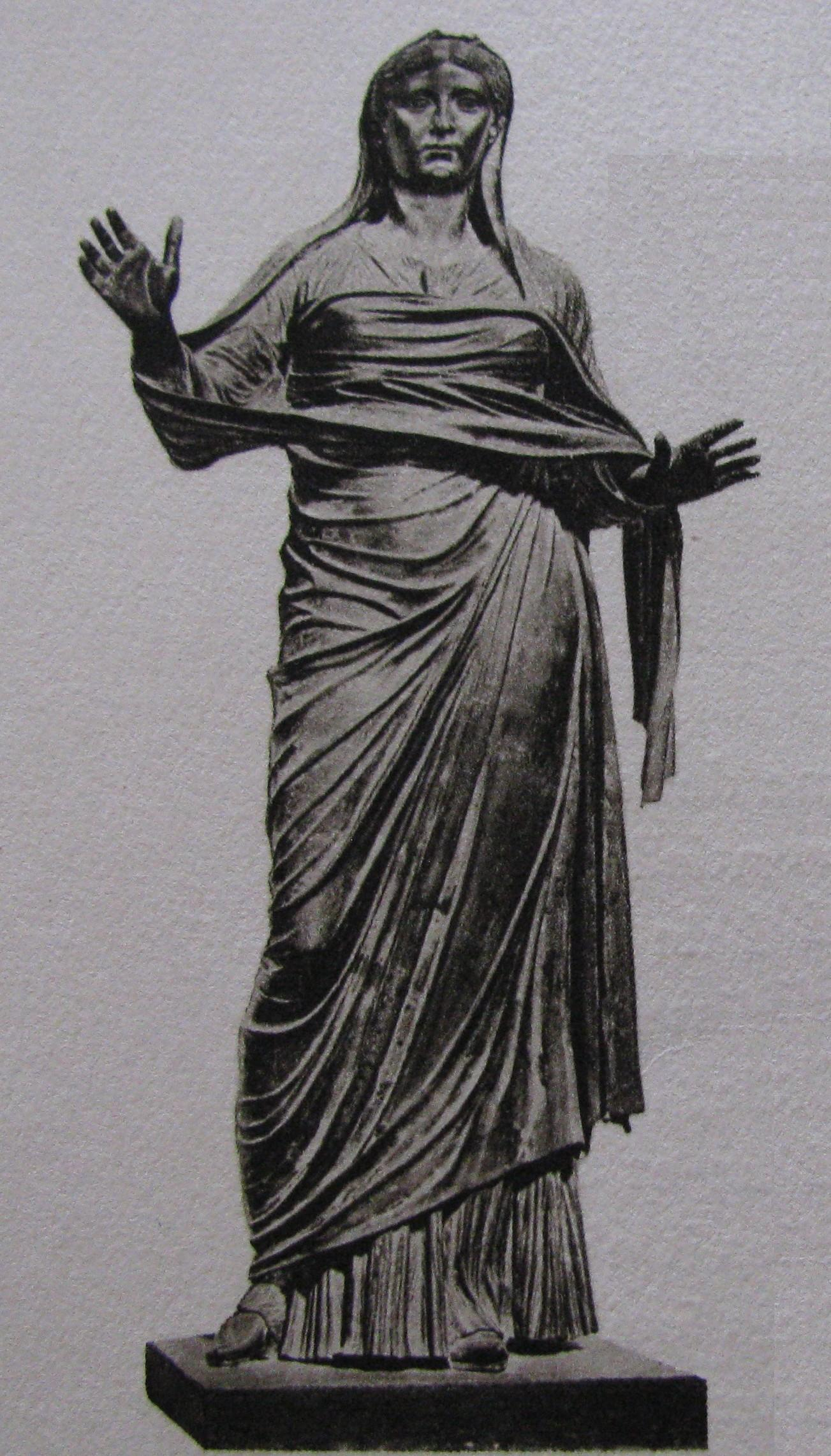
Lívia Drusa, do Teatro de Herculano
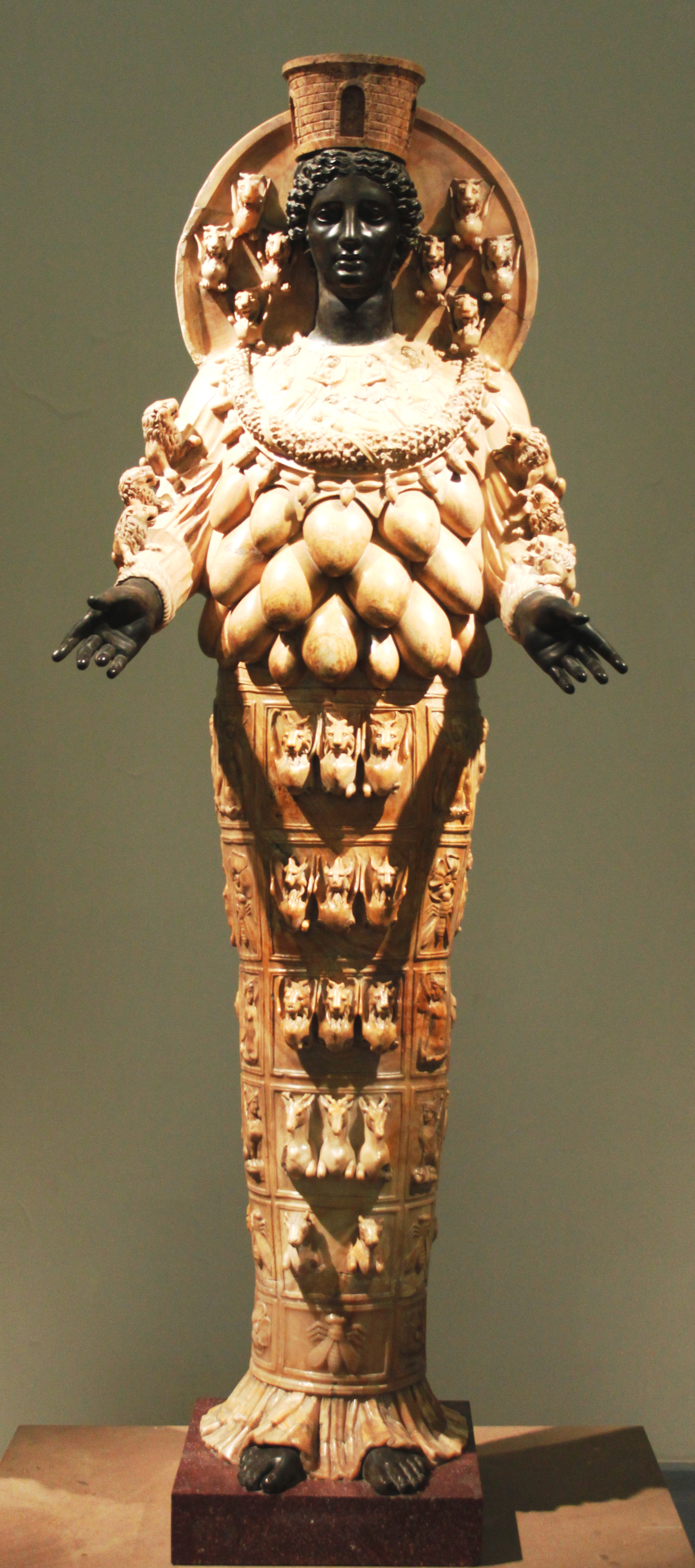
Artemísia de Éfeso
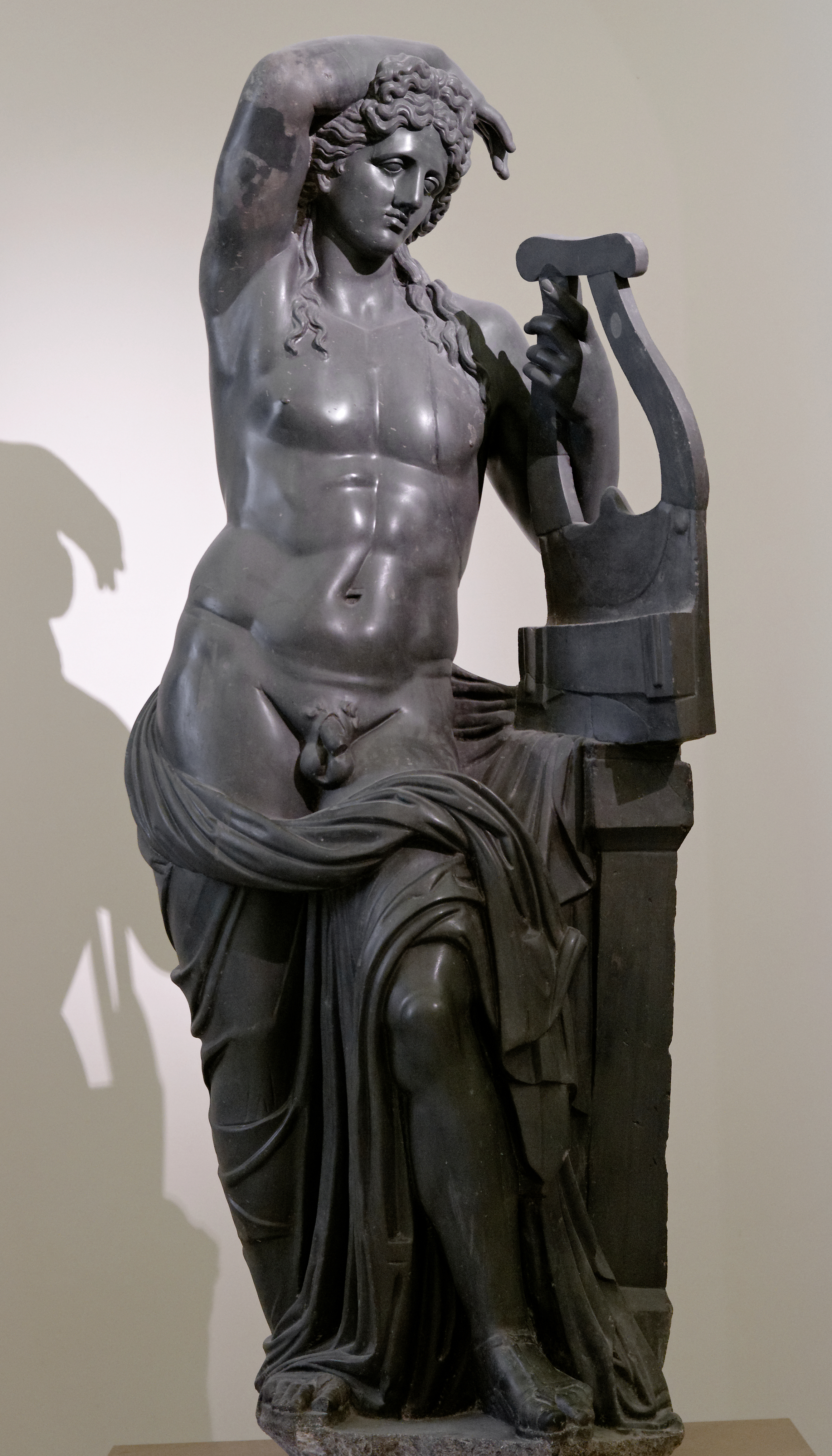
Apolo com a cítara, cópia romana do Apolo de Cirene
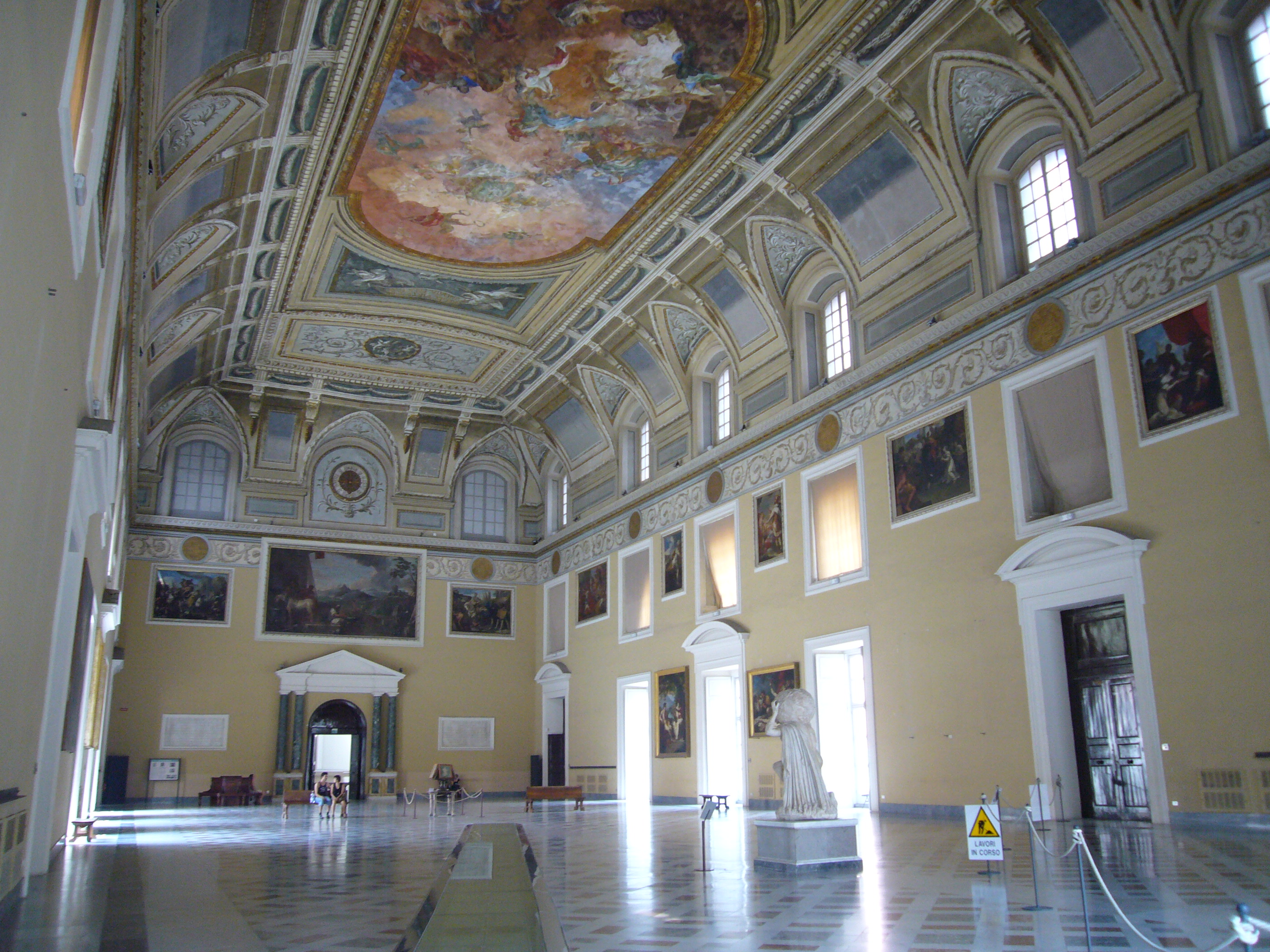
A Sala do Meridiano
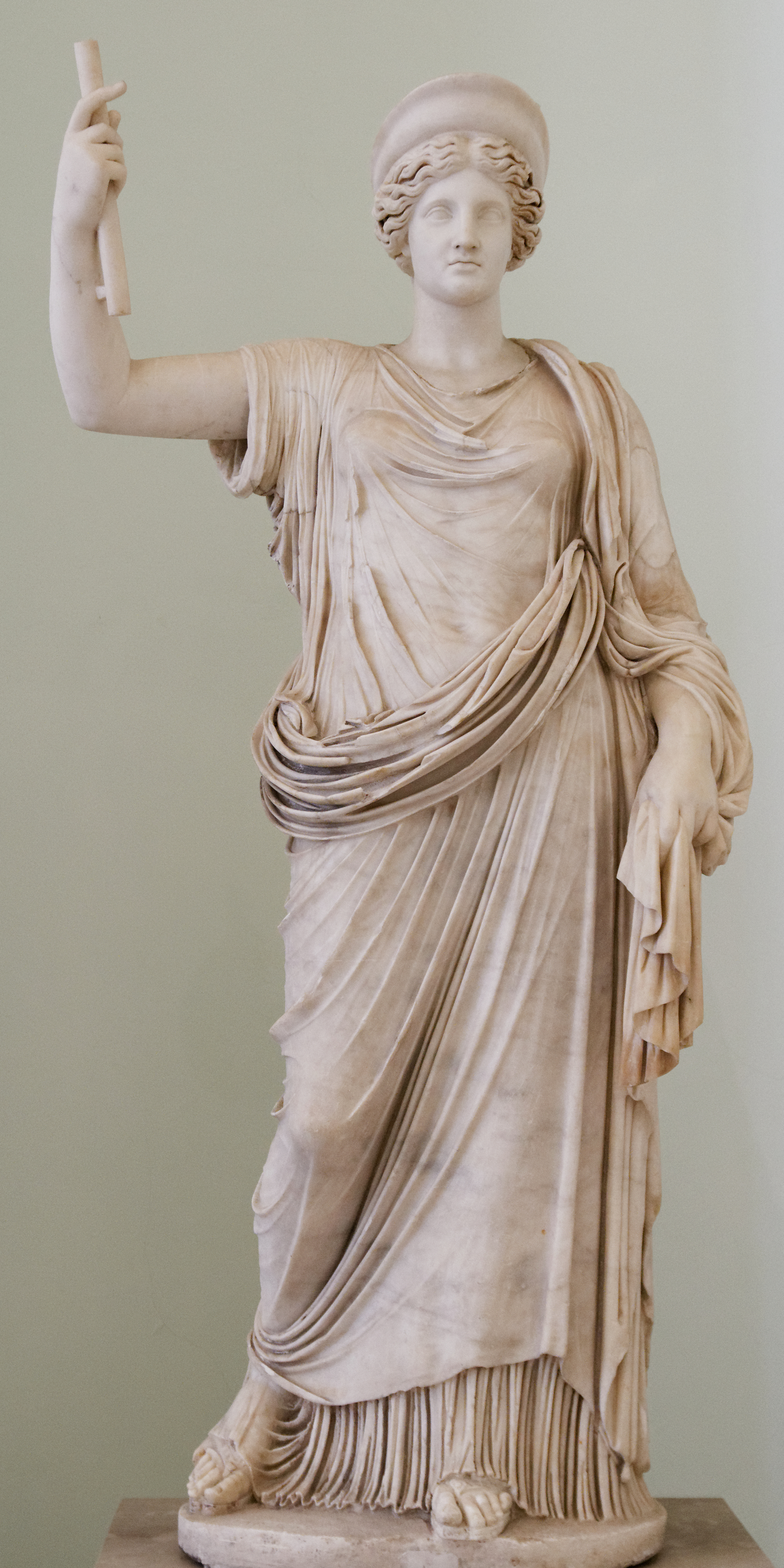
Hera Farnese
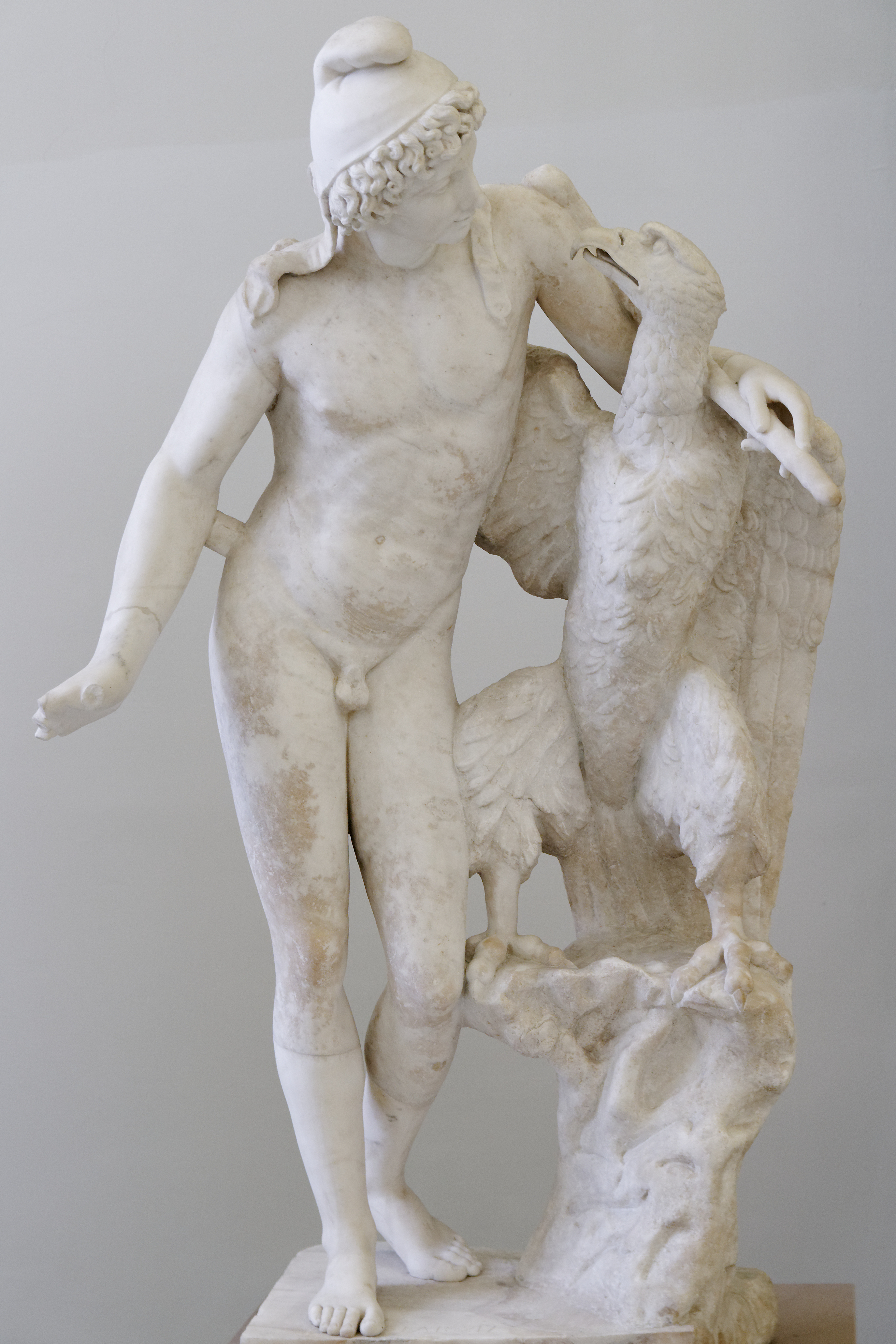
Ganimedes com a águia